# スマートフォン

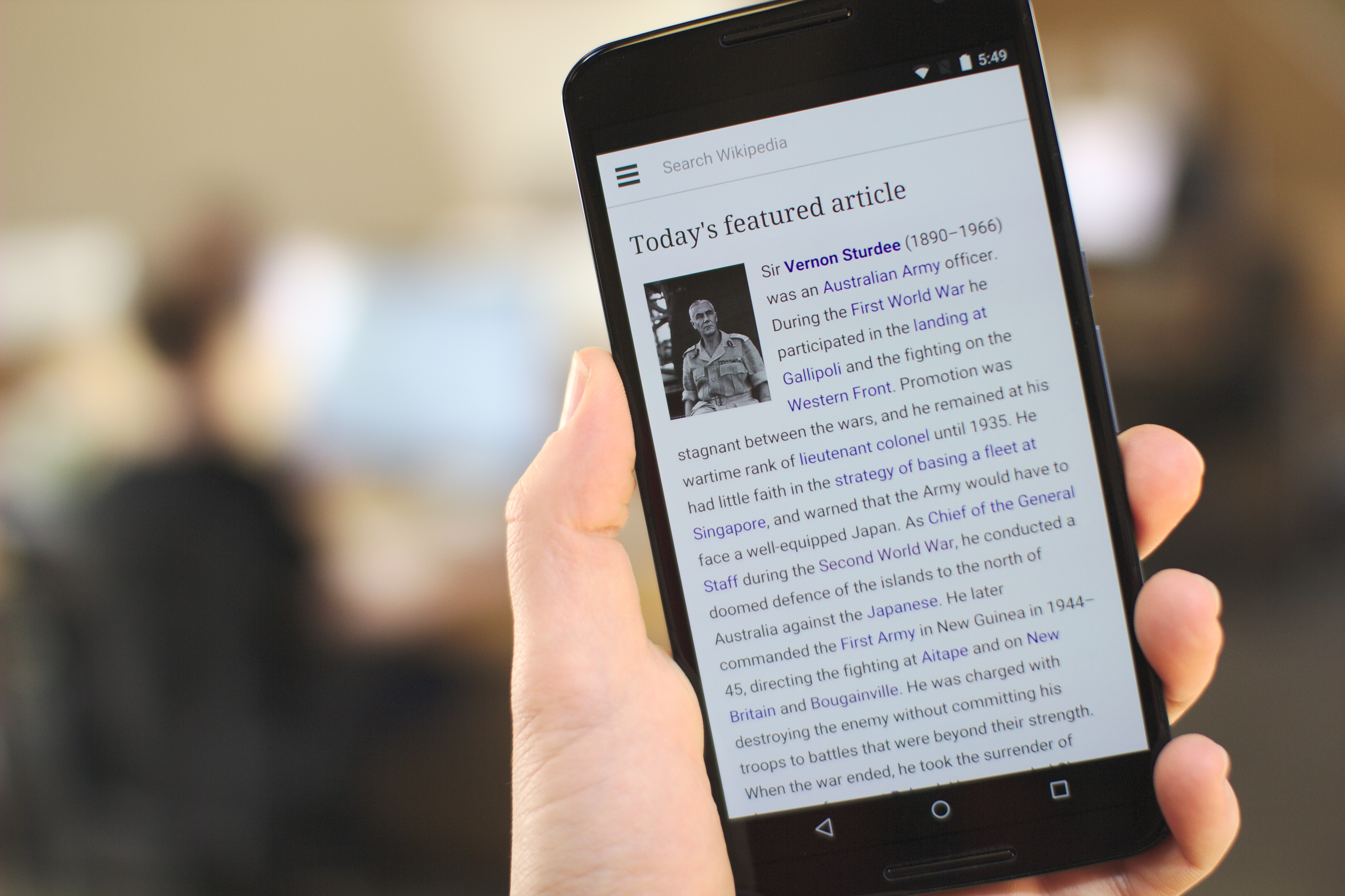
Wikipediaのページを開いているスマートフォン(Nexus 6)

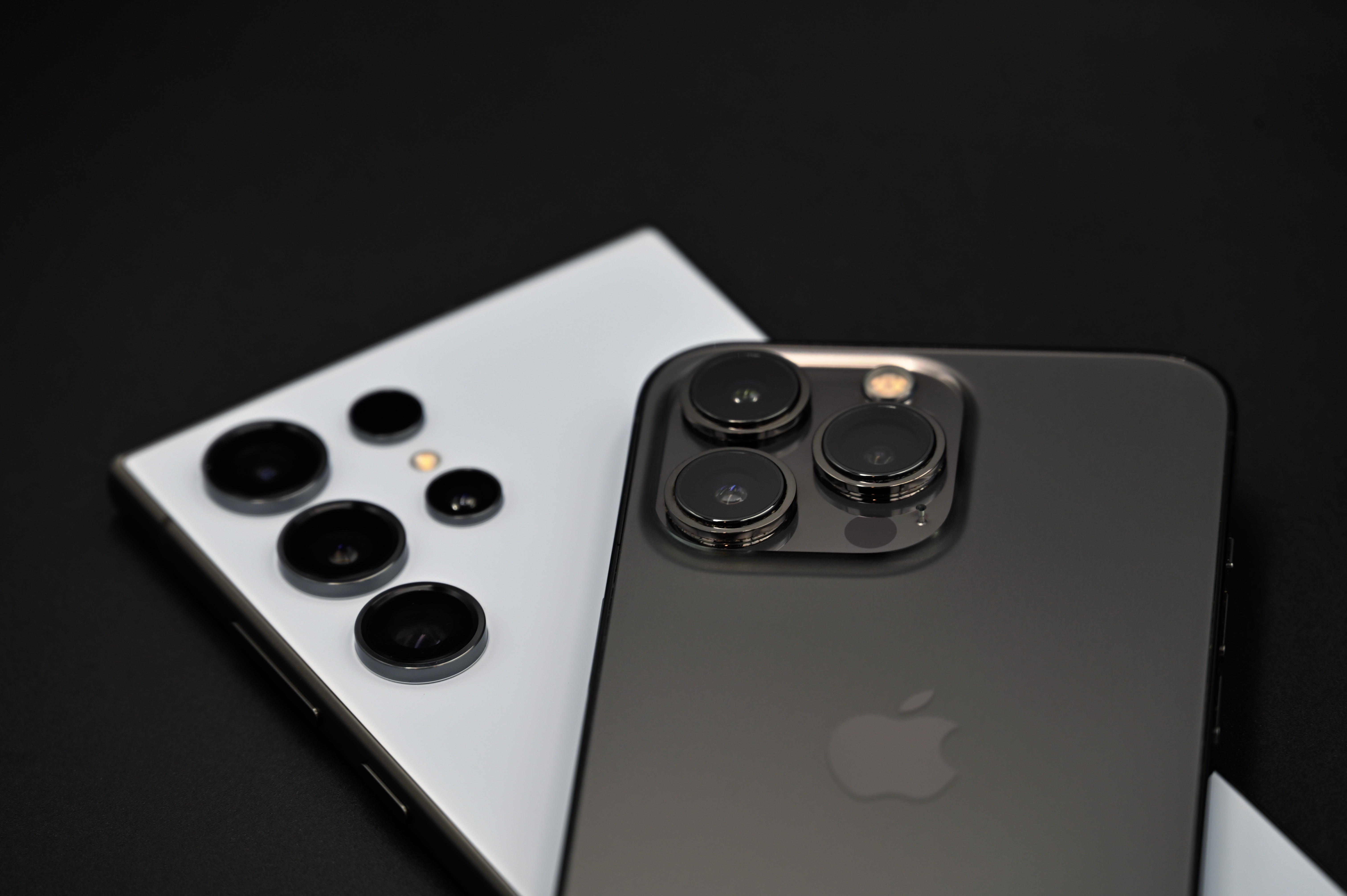
Galaxy S24 Ultra（左）と iPhone 13 Pro（右）

スマートフォン（英: smartphone）は、パーソナルコンピュータなみの機能をもたせた携帯電話やPHSの総称。日本では略して「スマホ」と呼ばれることもある。
1996年のノキアによる電話機能付きPDA端末の発売から始まり、2007年6月のApple製スマートフォン「iPhone」発売および同年11月にGoogleによる基本ソフト「Android」の発表によって世界的に広く普及した。→#歴史
本項目では、歴史的経緯を考慮しiPhoneより前のスマートフォンについても記述する。

## 概説
パーソナルコンピュータなみの機能をもたせた携帯電話やPHSの総称であり、また、モバイル向けオペレーティングシステムを備えた携帯電話の総称である。ただし定義法はいくつかあり、統一された定義があるわけではない。→#定義
どの領域・分野の中で比較するかにもよるが、携帯電話機の分野で比較する場合は、従来型の高機能携帯電話（フィーチャーフォン。日本では「ガラケー」と呼ばれるようになった）と比べて、パーソナルコンピュータ（パソコン、PC）に近い機能を備えたものをスマートフォンと言う。見方にもよるが、従来型の高機能携帯電話に、ハンドヘルドコンピュータや携帯情報端末（PDA）の機能を加えたものだと見なすこともできる。
電話のできる機器に焦点を当てている文脈では、通常は従来型の携帯電話（フィーチャーフォン）と対比される。一方、モバイルOSを搭載している機器に焦点を当てている文脈では、画面の大きさや形で比較して、タブレットやスマートウォッチと対比される。スマホはタブレットよりも画面が小さい→#タブレットとの線引き
（なおスマホ、タブレット、スマートウォッチなどのインターネット接続機能や電子決済機能などを持つスマートなデバイスのことはスマートデバイスと総称する。）
アプリケーションソフト（アプリ）を追加インストールすることで、機能を拡張することができる。→#機能（アプリ）

### 定義
「スマートフォン」の統一された定義は無いとも指摘されている。
さまざまな定義があるので下で紹介する。
スマートフォンが誕生した国 アメリカの辞書 Merriam-Websterでは「a cell phone that includes additional software functions (such as email or an Internet browser) 　携帯電話でソフトウェア機能（たとえばeメールやインターネットブラウザ）も搭載するもの」という定義文を掲載している。
日本のリファレンス類では次のような定義文を掲載している。
- 日本大百科全書「パーソナルコンピュータなみの機能をもたせた携帯電話やPHSの総称」
- ブリタニカ国際大百科事典 小項目事典 「携帯電話と個人用携帯情報端末 PDAの機能を融合させた端末。電話の機能に，電子メールやワールド・ワイド・ウェブ（WWW）の閲覧・書き込み，スケジュールや住所録管理，音楽や静止画・動画の再生など多くの機能を付加している。通常，ソフトウェアやファイルの管理をするオペレーティングシステム（OS）を積んでいる。」

日本の通信行政を所管する省庁である総務省でも、ほぼ同等の定義・説明文を掲載しており、「従来の携帯電話に比べてパソコンに近い性質を持った情報機器。パソコン向けのWebサイトや動画の閲覧、アプリケーションの追加、タッチパネルによる直感的操作ができる物」と説明している。
また内閣サイバーセキュリティセンターも、おおむね同じで、『「スマートフォン等」とは、iOS、Android その他のスマートフォン対応OS がインストールされた端末であって、主としてタッチパネル上のソフトウェアキーボードの操作により入力を行い、インターネット上のサイトからアプリをダウンロードすること等により、利用機能を取捨選択する使い方をする端末をいう。』という定義文を掲載した（出典：「スマートフォン等の業務利用における情報セキュリティ対策の実施手順策定手引書」p.6)。
通信会社による定義づけ
- KDDI - 「明確な定義はないが、電話やメール以外のさまざまな機能が利用できる携帯電話端末のこと」と説明している。
- NTTコミュニケーションズ - 「パソコンの機能を併せ持ち、インターネットとの親和性が高い多機能携帯電話」で、スマートは「賢い」という意味だと説明している。

#### タブレットとの線引き
スマートフォンとタブレットを比較すると、現在ではOSや機能という点では、似通っている。両者の違いは、まずスマートフォンのほうは必ず電話機能がついていることと、画面の大きさが異なりスマホのほうは画面が小さめで携帯性に優れていることである。タブレットのほうはスマホより画面が大きく、通常10インチ以上のものが一般的で、大きいものでは12や13インチほどもある。

### 呼称・略称について
「スマートフォン」という呼び方は米国では1980年代から存在していた。「スマートホン」と呼ばれることもある。現在の一般的な略し方は「スマホ」。最初「スマフォ」と略し、そこからさらに転訛して「スマホ」が一般的になった。（ごく稀に、2020年代においても「スマフォ」と表記される場合がある）
「スマホ」との略語を最初に使ったのは、2007年の『週刊アスキー』の記事で、当時の『週刊アスキー』副編集長であった矢崎飛鳥だとされている。「スマホ」は無意識で使っており、編集部の仲間も「スマフォ」に違和感を示し、一文字少なくて済むという利点もあり「ホ」になったとのこと。

## オペレーティングシステム

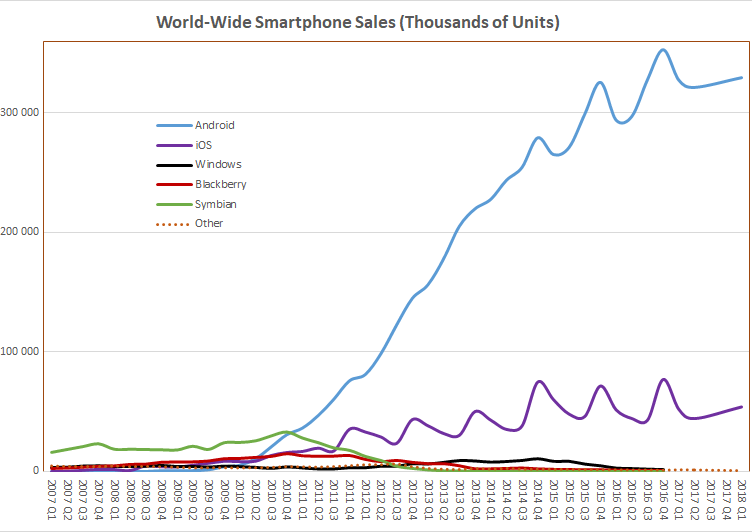
スマートフォンOS別販売台数推移

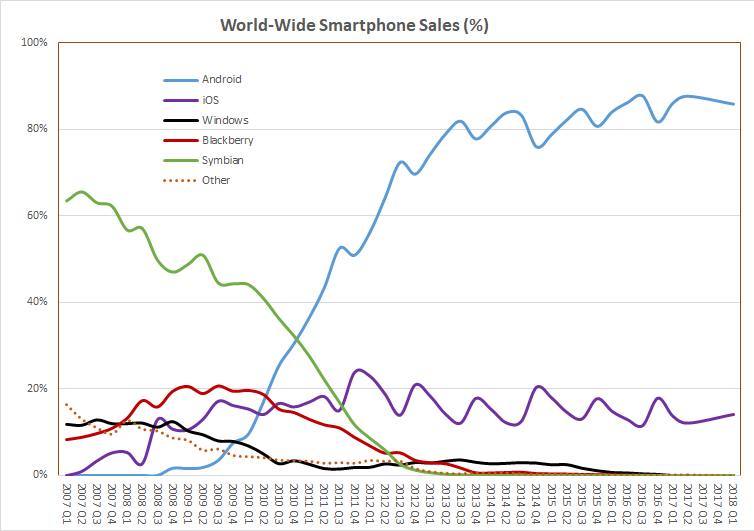
スマートフォンOS別販売シェア推移

世界シェアは、Androidが80%台で圧倒的である。

### iOS

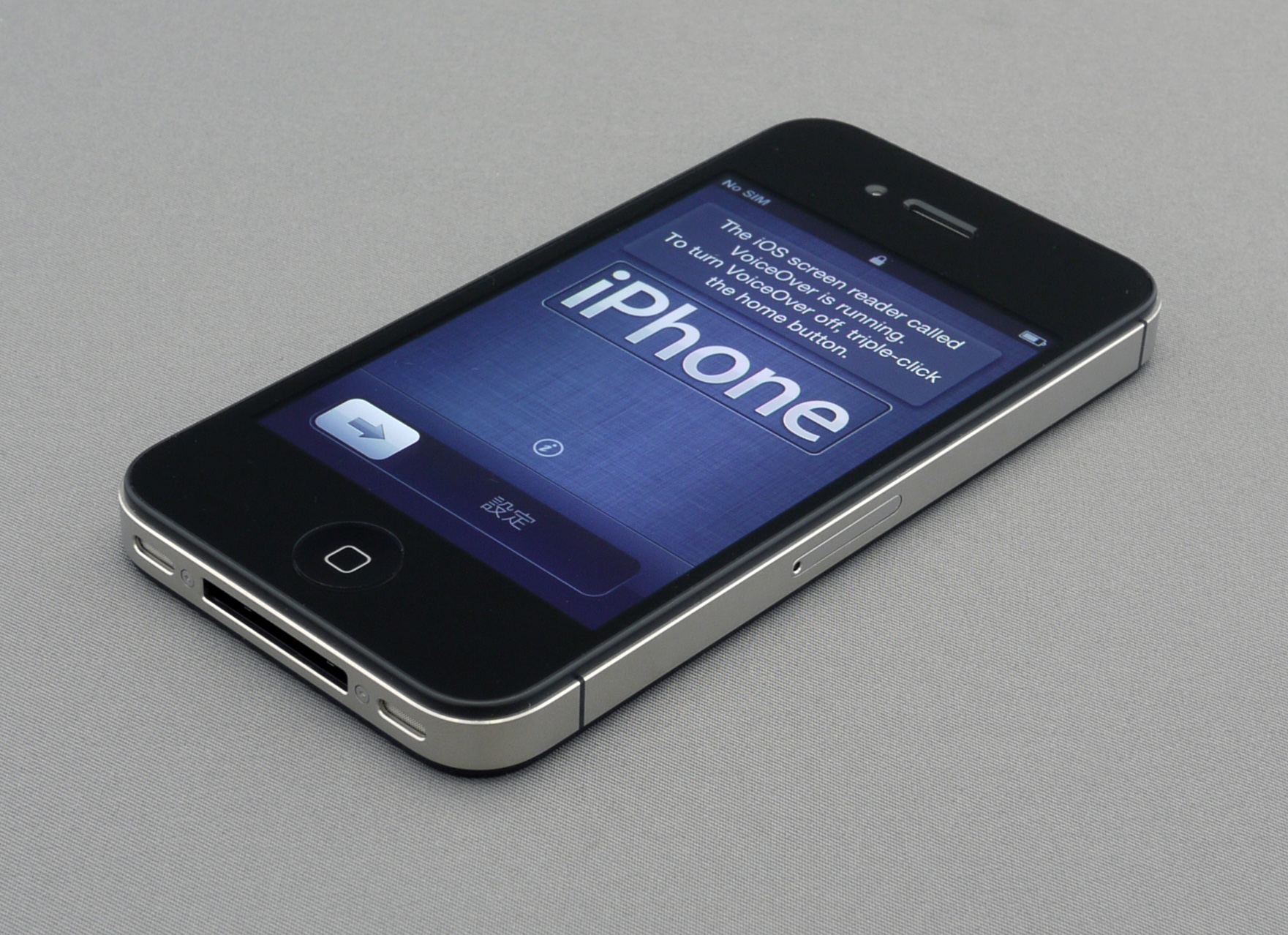
iPhone 4S

2007年、Appleが米国で発表したiPhoneに搭載された。Mac OS Xから派生したiPhone OS（現iOS）は、アプリケーションのインストールは公式サイトのApp Store経由のみなどの制限が課される。
XNUカーネルやCocoa Touch、WebKitなどmacOSと共通するコンポーネントから構成されるが、UIは大きく異なり、バイナリ互換性はない。
2008年7月11日になって第三世代携帯電話に対応の「iPhone 3G」が日本でもソフトバンクモバイルから発売された。
2019年には、iPad向けOSであるiPadOSが発表され、iOSから独立。現在、AppleのラインナップでiOSを搭載している端末は、iPhoneのみとなっている。

### Android

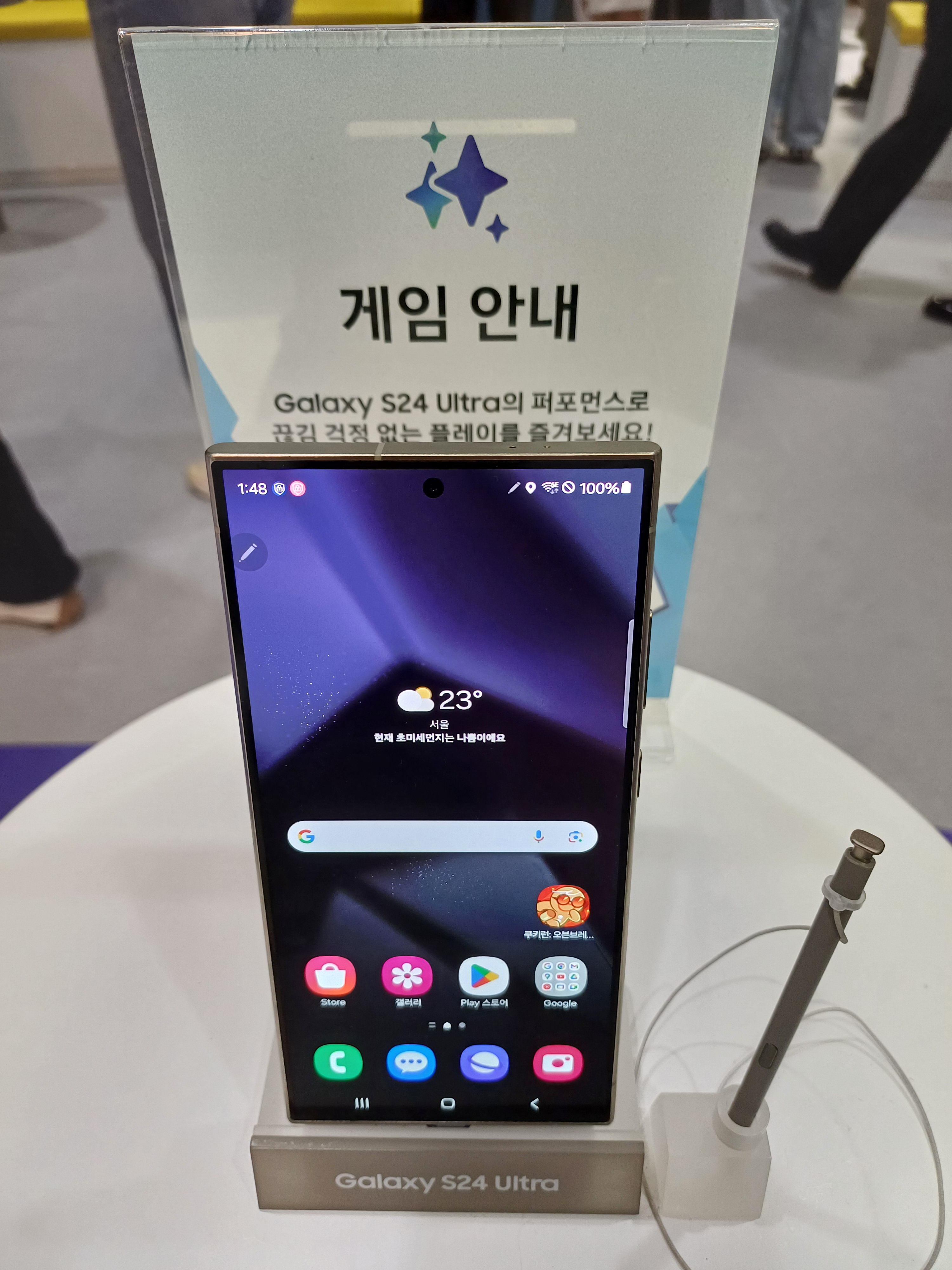
Samsung Galaxy S24 Ultra

Android社を買収したGoogleのAndroidオープンソースプロジェクト（AOSP）を中心に開発されているOS。LinuxカーネルやWebKit、ARTと呼ぶ独自の実行環境などで構成される。
サードパーティでは、Open Handset Alliance（オープン・ハンドセット・アライアンス） (OHA) を中心として開発が進められている。OHAにはKDDIや NTTドコモ、クアルコム、インテル、モトローラ、HTCといった携帯電話関連の企業が名をつらねている。
Googleが中心となっているため、Googleのアプリケーションが中心のスマートフォンOSでGmail、Googleカレンダー、YouTube等のGoogleのサービスが利用可能である。またAndroid Studioを使ってWindowsでもMacでも簡単にアプリケーションの開発ができ、APK（アプリケーションファイル）を読み込んでAndroidスマートフォンへのアプリケーションのインストールが可能である。またGoogle Play（旧称 Android Market）といわれる、アプリケーションのポータルも立ち上がっている。
クイック共有を使用することで、他のAndroidデバイスやChromebook、Windowsとワイヤレスでデータを送受信できる。(過去にはAndroid標準のデータ送受信サービスはニアバイシェアと呼ばれていたが、Samsungのクイック共有と統合された。)
Androidを搭載した端末は、GalaxyやPixel、Xperiaなどをはじめとして、さまざまなメーカーから発売されている。
2008年には米国でAndroid OSを搭載したT-Mobile G1が発売され、2009年7月10日には日本でもNTTドコモからHT-03AというAndroid搭載スマートフォンが発売され、注目を集めた。
2010年4月にNTTドコモからSO-01Bが発売され、その後ドコモからはSH-10B、ソフトバンクモバイルからはSoftBank X06HT、auからはIS01などが順次リリースされた。
2010年代前半にシェアを伸ばし、スマートフォン市場の過半数を占め、特にユーラシア大陸諸国で非常に強い。市場はAndroidとiOSの2強による寡占状態となった。

#### AndroidベースのOS

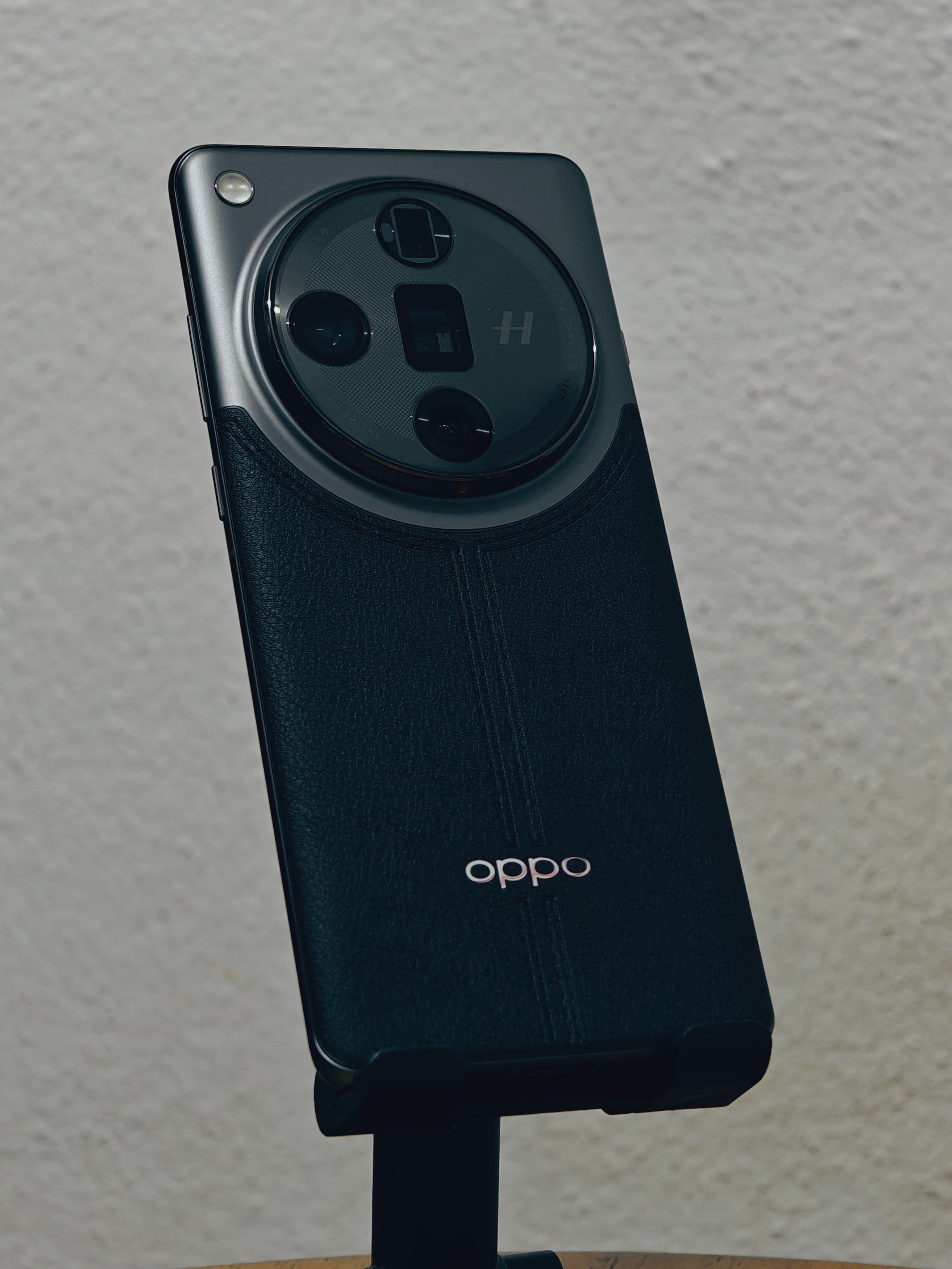
ColorOSを搭載したスマートフォン(OPPO Find X7 Ultra)

AndroidをベースとしたカスタムROMは、あらゆるサードパーティから多数でている。中にはそのカスタムROMを標準OSとして搭載し、出荷される端末もある。
主なカスタムROMは以下となる。
- One UI - Samsungの開発したカスタムROM OSで、世界の市場でトップに立つGalaxyに搭載されている。ユーザーが端末のUIをカスタマイズできるGood Lock(一部地域でのみ使用可)などが人気。
- Xiaomi HyperOS - Xiaomiが開発し、中国にて自社開発のXiaomi 14シリーズに標準インストールされている。
- MIUI - Xiaomi
- ColorOS - OPPO
- OxygenOS - OnePlus
- Nothing OS - Nothingによって開発されたOSで、自社のNothing Phoneに搭載されている。
- Origin OS - Vivo
- EMUI - Huaweiが開発。中国では自社端末の標準搭載OSをHarmonyOSに切り替えたことから、現在は中国国外向けに展開している。
- MagicOS - 栄耀(Honor)
- Flyme OS - 魅族(Meizu)が開発し、自社スマートフォンの他、Smartwaspのスマートフォンにも搭載されている。また、ソニーXperiaの中国版でもFlymeの一部機能をサポートしている。
- MyOS - ZTEが開発したOS。
- LineageOS - LineageOS Open Source Communityによる。Android派生OSであったCyanogenModの派生OS。Androidのオープンソース部分を基にしているため、非オープンソースなアプリは搭載されていない。
- AOKP - チームカン
- OmniROM - OmniROMコミュニティ
- Paranoid Android - Paranoid Android Team
- Replicant
- Indus OS - Team Indus OS

### HarmonyOS
Huaweiが開発し一部をオープンソースとしたプラットフォームである。マイクロカーネルをベースとし、2021年に公開されたHarmonyOS 2.0より、スマートフォンへのサポートが開始し、中国やヨーロッパで展開された。

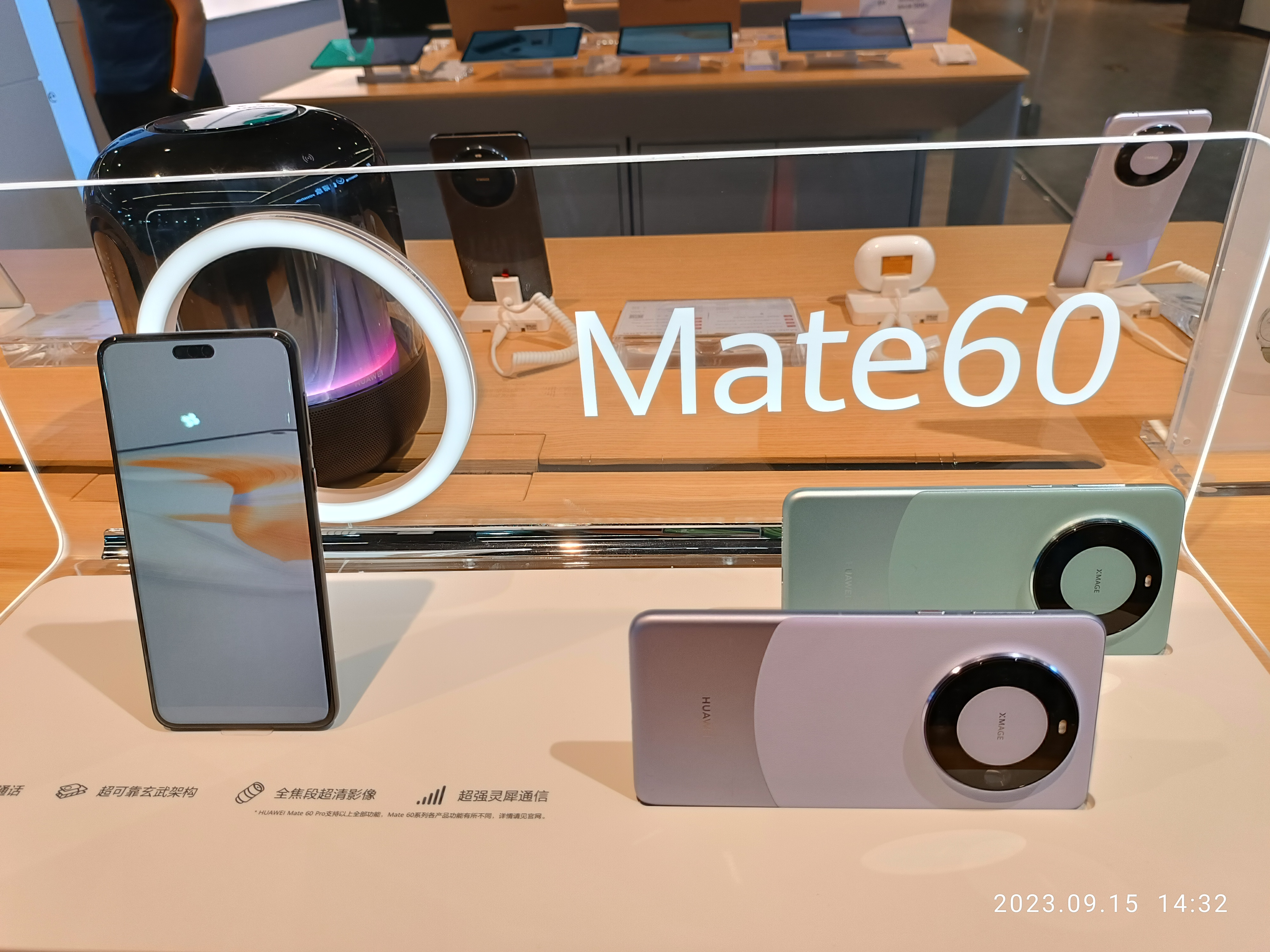
Huawei Mate 60

当初は市販端末としてはファーウェイの端末のみに搭載されていたが、2022年には Wikoのスマートフォンにも搭載された状態で販売されている。スマートフォン以外の端末としては、タブレットやスマートウォッチ、自動車にも搭載されている。
HarmonyOSを搭載した端末は2021年末に全世界で2億2000万台を突破した。
HarmonyOS搭載のHuaweiスマートフォンには、公式のアプリストアとして、Huawei AppGallery が搭載されている。Androidアプリと互換性がある。
2023年8月、最新バージョンの HarmonyOS 4.0 が発表され、音声アシスタントや電力効率の改善が行われた。また、2024年10月にはAOSP(Androidオープンソースプロジェクト)のコードを削除したHarmonyOS NEXTが正式発表された。
HarmonyOSを搭載したHuawei Mate 60シリーズは、6週間で160万台販売され、同時期に発売されたiPhone 15シリーズの販売数にも影響を与えた。Counterpointの調査によると、HarmonyOSは、2023年Q3の中国国内のモバイルOS市場シェアにおいて、トップのAndroidや14%のiOSに次ぎ、13%で3位の座を獲得した。

### その他
以下のオープンソースプラットフォームは、Androidの寡占への懸念や新興国向けのコストダウンの需要などから主力キャリアやメーカーの注目を集めた。
- Ubuntu Touch (Ubuntu Phone) - 英カノニカルにより開発され[17]、その後はコミュニティによる開発に移行した。Linuxカーネル、Mir、Qtなどで構成されている。
- Sailfish OS - フィンランドのJollaが開発。MeeGoの成果物を引き継いでいる。またフィンランド第3位の通信事業者DNAが導入した (Jolla Phone（英語版）)[18]。Turing Phone（英語版）にも搭載されている。Linuxカーネル、Qtなどで構成されている。

## 過去のオペレーティングシステム

### Windows Mobile

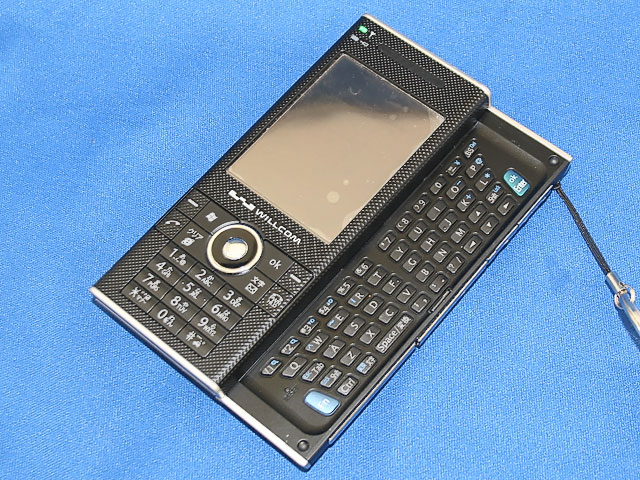
ウィルコム W-ZERO3 ［es］

UIはデスクトップ版のWindowsと似ているが、バイナリ互換性はない。
2002年、SideKickの発売元であるT-Mobile USA (VoiceStream Wireless) は、OSとしてPocket PC Phone Editionを搭載した携帯電話をUS549.99ドルで発売している。2002年時点では米国市場の受け取りかたはまだ、「PDAであるPocket PCに通話機能が付いた」というものだった(現代でもスマートフォンとはいえないという見方もあり定義もない)。しかし、その流れを汲むWindows MobileベースのW-ZERO3などは、ユーザーインターフェースとファイルシステムにおいて、PCとの親和性から一つの大きな製品群となっていた。
2009年、Windows Mobile 6.5を発表、端末がリリースされた。これまであまり変化のなかった、待ち受け画面であるToday画面が刷新され、Titaniumという慣性スクロール、大型アイコン、透明コントロールを用いた斬新なものになった。これはランチャーとしての機能と、ガジェットの機能を組み合わせたもので他のプラットフォームには見られない特徴があったが、一般的にはこの変化は付け焼刃的な改良という受け取り方をされていた。その他、ハニカム構造のスタートメニュー、大型化された標準メニューコントロールなど、フィンガーフレンドリーにしようという意図が見られ、静電容量タイプのタッチパネルにも対応し、端末も発売された。

### Windows Phone
このようにWindows Mobileは市場において先行していたものの、AndroidとiOSの勢いに抗えなかった。そのため、2010年に入り、米マイクロソフトからWindows Phone 7が発表され、同年9月にリリースされた。これまでのWindows Mobileとは異なり、アプリケーションのインストールはMarketplaceからに限られる。7ではUIなどが刷新され、8では、NTカーネル化、マルチコアCPU・SDカード・DirectXなどのサポートが強化された。
Windows Phone 7は、マイクロソフトの3スクリーン（PC、TV、モバイル）戦略の一環で重要な位置を占めており、新しい開発環境では、PC、Xbox、Windows Phoneで共通のプログラムが動く。これも他陣営には見られない特徴である。
Windows Phoneを搭載した主力シリーズは、Microsoft Lumia（旧:Nokia Lumia）である。
2012年に発表されたWindows Phone 8は、同年の年末商戦で北米などの主要市場（日本を除く）で本格的に売り出され、ノキアのLumia 920などは一定の成功を収めた。しかしプラットフォームのシェアではAndroidやiOSに大きく差をつけられ、Windows Mobile時代よりも減少した。

### Windows 10 Mobile
Windows Phone 8の後継OS。デスクトップ版Windows 10とプラットフォームを完全に統一した。2015年末の正式リリースより、国内でも対応端末が発売されていたが苦戦、2019年12月10日をもってWindows 10 Mobileのサポートを終了。

### その他
- bada - サムスン電子の独自モバイルプラットフォーム。韓国語で「海」を意味する言葉からこの名前がつけられた。開発終了[21]。
- BlackBerry OS - 企業利用を念頭に、遠隔管理とアクセス、メッセージングに重点をおいたOS。初期のバージョンでは電話をかけることができなかった。
- BlackBerry Tablet OS - タブレット端末「BlackBerry PlayBook」専用OS。QNXをベースにしており、BlackBerry用アプリケーションの他、Android用アプリケーションも動作させることも可能。
- BlackBerry 10 - BlackBerry社の開発した新たなOS。BlackBerry Tablet OSと同じく、QNXをベースにしていた。現在も更新が続いているものの、BlackBerry社の新端末はAndroid OSとなっている。
- Firefox OS - Mozilla Foundationが開発。開発環境は、ウェブ（HTML）ベースとなっている。数機種が発売されるに留まった。2016年開発終了。日本ではKDDIが参入していた。
- Garnet OS（旧Palm OS）- パームのPDAに使われていたOSであり、現在は日本のACCESSが知的財産権を保有している。PDAやスマートフォン登場初期に使われた。内蔵W-CDMAに対応していない。後継はAccess Linux Platform。
- Access Linux Platform - ACCESS社のスマートフォン向けOSであり、Palm OSの後継。2011年、事業撤退により開発終了[22]。
- Symbian OS - S60やMOAP-SなどのUIレイヤと組み合わせて使用される。日本ではNTTドコモ向けの携帯電話（フィーチャーフォン）で多数採用されていた。ノキアの方針に伴いスマートフォン向けの採用は2011年に事実上停止された。
- webOS - HP（旧パーム。現在はHPの一部門）のPalm Pre用OSであったが、LGに買収され現在スマートTV向けとなっている。GNU/LinuxとWebKitを中心に構成されている。
- MeeGo - インテルのMoblinおよびノキアのMaemoの後継OS。開発は終了したが、オープンソースの成果物はMer（英語版）に引き継がれた。
- Brew MP - クアルコムが開発した途上国および新興国向け低スペック系スマートフォン用のOS。先進国には投入されない見込み。BREW MP SDKの最終更新は2012年。
- Cyanogen OS - Android派生OS。一部のスマートフォンに搭載されていた。
- Tizen - Linuxベースでサムスン電子、インテル、NTTドコモなどが開発に参加。ドコモが端末の発売を予定していたが、2014年1月16日に「時期が適切でない」として実質の撤退表明を公式発表していたものの、Samsung Z1（英語版）に搭載された。Linuxカーネル、Waylandなどで構成されている。2021年、GoogleのWear OSへの統合が発表された。
- Fire OS - Amazon.comが開発しているAndroidベースのOS。過去には同OSを搭載したスマートフォン、Fire Phoneが販売されていたが、現在はタブレットのみが販売されている。
- LeWa OS - LEWAテクノロジー
- CyanogenMod - CyanogenMod Incが開発したAndroidベースのOS。

## 機能（アプリ）
スマートフォンはPC同様に、ハードウェアとソフトウェアの要件を満たす範囲であれば、あらゆる機能が使用できる。またアプリケーションソフト（アプリ）を追加インストールすることで、機能を拡張することができる。以下に示される一覧は一例であり、ここに記述されている以外の機能も多数存在する。
括弧は特筆なき場合、世界シェアが高いものを優先的に記載。
- コミュニケーション（電話、メール）
  - 電話
    - Bluetooth機器を使ったハンズフリー通話
    - インターネット電話（WhatsApp、Facebook Messenger、WeChat、日本ではLINEなど）
    - テレビ電話/ビデオチャット（WhatsApp、Facebook Messenger、WeChat、日本ではLINEなど）
    - 迷惑電話の拒否（Android Nougat以降など）
    - 留守番電話の書き起こし（iOS 10以降など）

  - 電子メールの送受信
  - インスタントメッセンジャー（WhatsApp、Facebook Messenger、WeChat、日本ではLINEなど）
  - ソーシャル・ネットワーキング・サービスの利用（Twitter、Facebook、Instagram、ウェイボーなど）
  - レストランの予約（Google検索[23]など）
- コンテンツ閲覧・視聴
  - フルブラウザによるウェブの閲覧（Chrome、Safariなど）
    - 広告ブロック（標準またはサードパーティアプリなど）
    - ニュースの閲覧

  - ドキュメントファイル（PDFやWord、Excelなど）の閲覧/編集
  - スライドショーの閲覧/編集（Documents To Goなど）
  - 電子書籍（Amazon Kindleなど）
  - 音楽再生
    - イコライザー（AndroidのYouTube Music、Cyanogen OSのAudioFXなど）
    - ハイレゾ音源の再生（対応しているモデルのみ）
    - 外部スピーカー接続
    - オーディオアンプ (USB-DAC) の接続（Android 5.0以降[24]など）
    - 音楽配信サービスの利用（Spotify、Apple Music、Amazon Musicなど）

  - 静止画、動画の閲覧
  - 動画視聴
    - 動画配信サービス（Netflix、Amazonプライム・ビデオ、Huluなど）
    - 動画共有サービス（YouTube、Youkuなど）
      - ゲーム実況の視聴（YouTube Gamingなど）

    - フォトストレージおよび共有サービスの利用（iCloud Photo Library、Google フォトなど）

  - 放送番組の視聴
    - テレビ（ワンセグやフルセグ）の視聴（日本や韓国、ブラジル向けのAndroidスマートフォンなど）
    - FM放送の聴取（FM受信機内蔵機種）
    - インターネットラジオの聴取（アプリをダウンロードすることで利用可能）

  - 外部モニターの接続
  - アンプの接続
- 緊急速報の受信（緊急地震速報、アンバーアラートなど）
- メモ・文章・イラストなどの作成・編集
  - メモ（Google Keepなど）
    - メモ共有

  - 文章作成
  - ペイントソフト
- 計算
  - 電卓
    - 関数電卓

  - 数式の写真を撮るだけで自動的に解答を示すソフト（GoogleのPhotomath（英語版）アプリなど）
- 時計
  - 目覚まし時計
  - アラーム
  - ストップウォッチ
  - 世界時計
- 撮影・録画・録音機能および撮影・録画・録音したデータの編集
  - デジタルカメラ
    - オートフォーカス。顔を認識しそこにオートフォーカスする機能を搭載している機種も一部にあり。
    - 広角撮影 / デジタルズーム
    - 色調変更（セピアカラー / 白黒撮影 /任意の色調 など）
    - 夜間撮影（高感度撮影。対応機種のみ）
    - 高速度撮影[25]（対応機種のみ）
    - タイムラプス撮影（iOS 8以降に限らず、多くの機種で対応アプリをダウンロードすることで可能。）
    - RAW撮影（Android 5.0以降、iOS 10以降[26]など）
    - オートブラケット撮影（京セラのDIGNO R[27]など）
    - スマートウォッチや自撮り棒からのリモート撮影
    - RAW現像（AndroidのSnapseed[28]、iOS 10以降[26]など）
    - 被写界深度計測（深度カメラ搭載モデルにおいて、一眼レフのようなボケ味を出す機能）
    - 写真加工
    - 美顔カメラ
    - シャッター音 - 多くのスマートフォンカメラは、撮影したことを知らせるシャッター音が電子音で鳴る。マナーモードで音を消すことが出来る（※ただし日本向けモデルのみ、シャッター音は消せないようになっている）[29]。
    - QRコードのスキャン（標準でスキャンできるものや、別途アプリを使うものなど）
    - 顔認識・物体認識による写真のグループ化（iOS 10以降のPhotosアプリのMemories機能[30]、Google フォトなど）

  - ムービーカメラ
    - 動画編集（iOSのiMovie、Google フォトなど）
    - Webカメラ化（iOS 16以降のContinuity Camera[31]、Android 14以降のUSB接続のWebCamオプション[31]、MicrosoftによるAndroidアプリ「Windows にリンク」でAndroid 9以降[32]など）

  - ボイスレコーダー（ボイスメモ）
    - 360度録音（Lenovo Phab 2搭載のDolby Audio Capture 5.1など）
- 個人情報管理機能
  - スケジュール（予定）管理/カレンダー（AndroidのGoogleカレンダーアプリなど）
  - ToDo（予約）管理
  - 住所録
  - 名刺管理（サムスンのScanBizCardsなど）
  - 医療機関の処方および服薬状況
- 懐中電灯
- ゲームアプリ（スマホゲームの詳細は携帯電話ゲームやコンピュータゲームの記事を参照。）[注釈 5]
  - 位置情報ゲーム（GPSを使ったものだが、AR技術[注釈 6]を取り入れたものも登場した[注釈 7]）
- 経路案内・交通・地図
  - 経路案内（カーナビゲーション。Google マップ、Appleマップなどの道路用の経路案内）
  - 乗換案内
  - 渋滞状況・交通情報
  - 運行情報・遅延情報[34]
  - 緯度・経度や方位の簡易な表示
    - GPS
    - 方位磁針

  - 世界地図（Google マップ、Appleマップ、百度地図、Maps.me、Wazeなど）
  - 仮想地球儀（Google Earthなど）
  - 屋内地図（Google マップのインドアマップなど）
  - 路上のパノラマ写真（Google ストリートビュー）
  - スポット検索
    - 口コミ共有[注釈 8]
- 生成AI[注釈 9]
  - インテリジェントパーソナルアシスタント（iOSのSiri[36]、AndroidのGoogle アシスタントやGemini ライブチャット[37]、Samsung GalaxyシリーズのBixby[35]など）
  - AI校正（iOS 18以降[36]）
  - AIズーム（Google Pixelシリーズの超解像ズーム[38]、Samsung「Galaxy AI」のAIズーム[35]など）
  - チャットアシスト（Androidの「Google メッセージ」アプリの「文章マジック」機能[39]、Samsung Galaxy S24以降の「Samsung Messages」アプリ[39]）
  - AI画像編集（Google Pixelシリーズの編集マジック機能[39]、Samsung「Galaxy AI」の生成AI編集機能[40]）
  - 画風変換（Samsung「Galaxy AI」のポートレートスタジオ機能[39]など）
  - 動画補間（Samsung「Galaxy AI」のインスタントスローモーション機能[39]など）
  - リアルタイム通訳（Samsung「Galaxy AI」のリアルタイム通訳機能[41][39]）
  - 文字起こし（iOS 18以降のメモアプリ/電話アプリ[36]、Google Pixelシリーズの文字起こし機能[35]、Samsung「Galaxy AI」のレコーディングアシスト機能[41][40]）
  - 自然言語によるローカル画像検索（iOS 18以降[36]）
  - 画像生成（iOS 18以降のImage Playground[36]、Google Pixel Studio[42]、Samsung「Galaxy AI」のAIスケッチ機能[39]など）
- 身分証明・運転免許（iOS 15以降のウォレットApp、Google ウォレットのIdentityなど）
- ヘルスケア
  - 健康情報の一元管理（iOSのヘルスケアアプリ、Google Fit、Googleの「ヘルスコネクト」アプリなど）
    - 医療記録の保存（iOS 15以降のSMART Health Cards統合）

  - スマートウォッチ、スマートバンドなどのウェアラブルデバイスとの連携（iOSの「Watch」アプリ、「Wear OS by Google スマートウォッチ」アプリ、XiaomiのMi Fitnessなど）
  - 歩数計（iOS 8以降[43]、Google Fitなど）
  - 心拍数モニタ（Samsung Galaxy S5[44]など。※搭載されていないモデルが多いため、スマートウォッチ連携でカバー可能）
  - 緊急情報の登録（Android Nougat以降など）
  - 睡眠支援 (iOS 10以降の時計アプリのベッドタイム機能[45]、Android 9以降のおやすみ時間モード[46]など)
  - スマート体重計などとの連携
- 音楽演奏や楽曲作成
  - 低レイテンシなオーディオI/O（iOSのAudio Unit[47]、AndroidのOpenSL ES（毎回改善されているものの未だiOSに劣る[48]）、Samsung Professional Audio SDK（バックエンドにJACKを使用）など）
  - USB経由でのMIDIデバイスの接続（Android 6.0以降[49]など）
    - Bluetooth LE経由でのMIDIデバイスの接続（iOS 8以降[50]、Android 6.0以降[49]など）

  - メトロノーム (Google検索[51]など)
  - ミュージカルキーボード（Samsung SoundcampのKeyboard[52]など）
  - 仮想ドラムセット（Samsung SoundcampのDrum[52]など）
  - 仮想ギター/仮想バスギター（Samsung Soundcamp v6.3.1以降のGuitarsおよびBass guitarsなど）
  - ミュージックシーケンサー（Samsung SoundcampのLooper[52]やMidi Editorなど）
  - XY Pad（Samsung SoundcampのLooper[52]など）
  - サンプラー（Samsung SoundcampのSampler[52]など）
  - ミキサー（Samsung SoundcampのMixerビュー[52]など）
- 検索、調べる
  - 電子辞書
  - Web検索
    - ニュース検索
    - 画像検索
      - 類似画像検索（Google レンズなど）

    - 動画検索

  - 歌詞検索[53]
  - 電子書籍の全文検索
  - 音楽/鼻歌からの曲名検索（iOS 8以降のSiri[54]、AndroidのSound Search for Google Playなど）
- タグ読み取り
  - 二次元コード読み取り
  - ICタグ読み取り
  - 非接触ICカード読み取り（一部の日本のスマートフォンにプリインストールされている「楽天Edy」アプリのEdyカード残高確認機能など）
  - バーコード検索（Fire OSのFIREFLY機能など）
- 機械翻訳（Google 翻訳、Google レンズ、百度翻译、iOS 14以降の翻訳Appなど）
- 学習
  - 学習用アプリ（Google PlayやiPhoneのApp Storeでキーワード（たとえば「英語」「スペイン語会話」「世界史 学習」「司法書士」「宅建」など）を指定して検索すれば学習用アプリが多数表示されるのでインストールして利用できる。）
  - 語学に関しては、スマホ自体の言語設定を変更（たとえばAndroidなら[設定]→[システム]→[言語と入力]→[言語]を選び、たとえば「English (United States)」や「Español (España)」など望みの言語に変更）すれば、英語、スペイン語など任意の言語でそのスマホではほとんどが表示されるようになり、ニュース類も（日本語のニュースではなく）その言語で書かれたニュースが届くようになり、たとえばYoutubeの検索もその言語で作成された動画が優先して表示されるようになるので、その状態で使い続ければまるで現地にミニ留学したような効果が得られる。言語設定は、もしどうしても日本語が必要な場合は数秒ほどで戻せる。
- アクセシビリティ
  - スクリーンキーボード（Gboard、日本ではATOKやGoogle 日本語入力など）
  - 手書き入力（Androidの「Google手書き入力」アプリなど）
  - 物理キーボード（標準搭載するものもあれば、Bluetooth接続で使えるものもある）
  - テキスト読み上げ（Androidの「Googleテキスト読み上げ」アプリ、Google TalkBackなど）
  - 音声入力（Androidの「音声検索」アプリなど）
  - 音声文字起こし（音声文字変換（Google）など）
  - ブルーライト削減（iOS 9.3以降の「Night Shift」、Androidなど）
  - ダークモード（iOS 13以降、Android 10以降）
- モバイルペイメント、金融等
  - 非接触決済（NFCまたはFeliCa）（Appleの「Apple Pay」、Androidの「Google Pay」、サムスン電子の「Samsung Pay」、LG電子の「LG Pay」。日本では、FeliCaの技術を応用したモバイルsuica、iD、楽天Edy、QUICPayなど）
  - QR・バーコード決済（支付宝、微信支付、日本では、PayPay、LINE Payなど）
  - オンラインバンキング（銀行各社がリリースしているアプリなど）
  - 個人間送金（支付宝、微信支付、iMessageなど。日本ではPayPay、LINE Pay、pringなど）
  - 単位換算/通貨換算（Google検索、iOSのSiriやSpotlight検索[55]など）
  - 株価表示（AndroidのGoogle Financeアプリなど）
- 測定/計測
  - 水準器（iOS 7以降のコンパス[56]、「Bubble Level」でのGoogle検索[57]など）
  - 放射線計（SoftBank 107SHなど）
  - 秤（Huawei Mate S[58]など）
  - 被写界深度カメラ（2010年代後半頃に出始めたデュアルレンズ以上のモデルで主流）
  - サーマルカメラ（Caterpillar Cat S60（英語版）など）
  - 気圧高度計（iOSのSiri[59]など。iPhone 6以降などの気圧センサを搭載した一部の機種のみ）
- 他デバイスとの連携
  - モバイルWi-Fiルーターとしての利用（テザリング）
  - PCとの連携（iOSとMacの連携機能[60][61]、MicrosoftによるiOS/Android向け「Windows にリンク」アプリ、サムスンのSideSyncなど）
  - PCとのファイルのやり取り（iOSはiTunesと連携、AndroidはUSB接続で可能）
  - スマートスピーカーの設定・操作（Amazon Echo, Google Nestなどの）
  - 家電の操作
    - 赤外線リモコンとしての使用（Android 4.4以降など）
    - ホームオートメーションのコントローラ（iOS 8.1以降のHomeKit、XiaomiのXiaomi Homeなど）

  - PCなどの周辺デバイスとしての利用
    - USBメモリとしての使用（iTunesでのファイル共有[62]、Androidの「ファイル転送」など）
    - Webカメラデバイスとしての使用（Android 14-QPR1以降[63]など）
    - 小型外部ディスプレイとしての使用（Sony Xperia PRO[64]など）

  - 紛失防止タグ（スマートタグ）との連携（Appleの「探す」アプリ、Googleの「デバイスを探す」アプリなど）
  - 車との連携
    - 車のダッシュボードとの連携（iOS 7以降のCarPlay、AndroidのAndroid Autoアプリなど）
    - 車の鍵との連携（iOS 14以降のCarKey、Android 12以降のDigital Car Key[65]など）

  - 家との連携
    - 家の鍵との連携（iOS 15以降のHome Keyなど）

  - クラウド印刷（Androidの「Google クラウド プリント」など）
  - 外部ディスプレイへの投影
    - 外部ディスプレイへの有線接続（Type-C HDMI Altモード、Type-C DisplayPort Altモード搭載のスマートフォンなど[注釈 10][66][67]）
    - 外部ディスプレイへの無線接続（Android 4.2以降、Windows Phone 8.1以降などがMiracastに、Androidの複数のGoogle製アプリなどがChromecastに対応している。）
- PCとしての使用（Android 16以降のデスクトップモード（予定）、Samsung DeX、Windows 10 MobileのContinuum、Ubuntu Touchのデスクトップモード、Maru OSなど）
- 通信
  - 複数SIMの使用（Android 5.1以降、iOS 12.1以降[68]など）
  - 通信量の節約（Android Nougat以降のデータセーバー、iOS 13以降の省データモード[69]など）
- 省電力モード（Android 6.0以降のDozeモード、iOSの低電力モードなど）
  - ダークモード（iOS 13以降、Android 10以降）
- セキュリティ管理
  - 盗難対策システム（英語版）（AppleのFind My iPhoneサービス、GoogleのFind My Device、Android 5.1以降の「Device Protection」など）
  - エンタープライズモビリティ管理 (EMM) への対応（iOS 7以降のManaged App Config、AndroidのAndroid for Workなど）
  - データ保護
    - パスコード
    - PINコード
    - パターンロック
    - Bluetoothロック解除（Androidのスマートロック）
    - 生体認証
      - 顔認証（iOSのFace ID、Androidのフェイスアンロック、Windows 10 MobileのWindows Helloなど）
      - 指紋認証（iOSのTouch ID、Android 6.0以降、Windows 10 MobileのWindows Helloなど）
      - 虹彩認証（Windows 10 MobileのWindows Helloなど）
      - 声紋認証[注釈 11][70]

  - 各サービスログイン時のセキュリティ
    - 電話番号への音声通話、もしくはSMSへの二要素認証 (2FA)・多要素認証 (MFA) コード送信
    - TOTPなどのより強い二要素認証・多要素認証コード表示（Google 認証システム、Microsoft Authenticatorなど）
    - その他の不正アクセス回避（GoogleのreCAPTCHAなど）
- データ管理
  - オンラインストレージの利用（iOSのiCloud Driveアプリ、AndroidのGoogle Driveアプリ、Windows PhoneのOne Driveアプリなど）
  - クラウドへのバックアップ[注釈 12][71][72]
  - 他OSからの移行（Android用のApple製「Move to iOS」アプリなど）
- テーマの変更[注釈 13]
- サードパーティーによって開発されたアプリの追加

最近はスマートウォッチなどと連携したり、ゲーム機からの情報が入手できるアプリなども増えてきている。

## 日本国内で展開の主なメーカー

### Apple (iPhone)

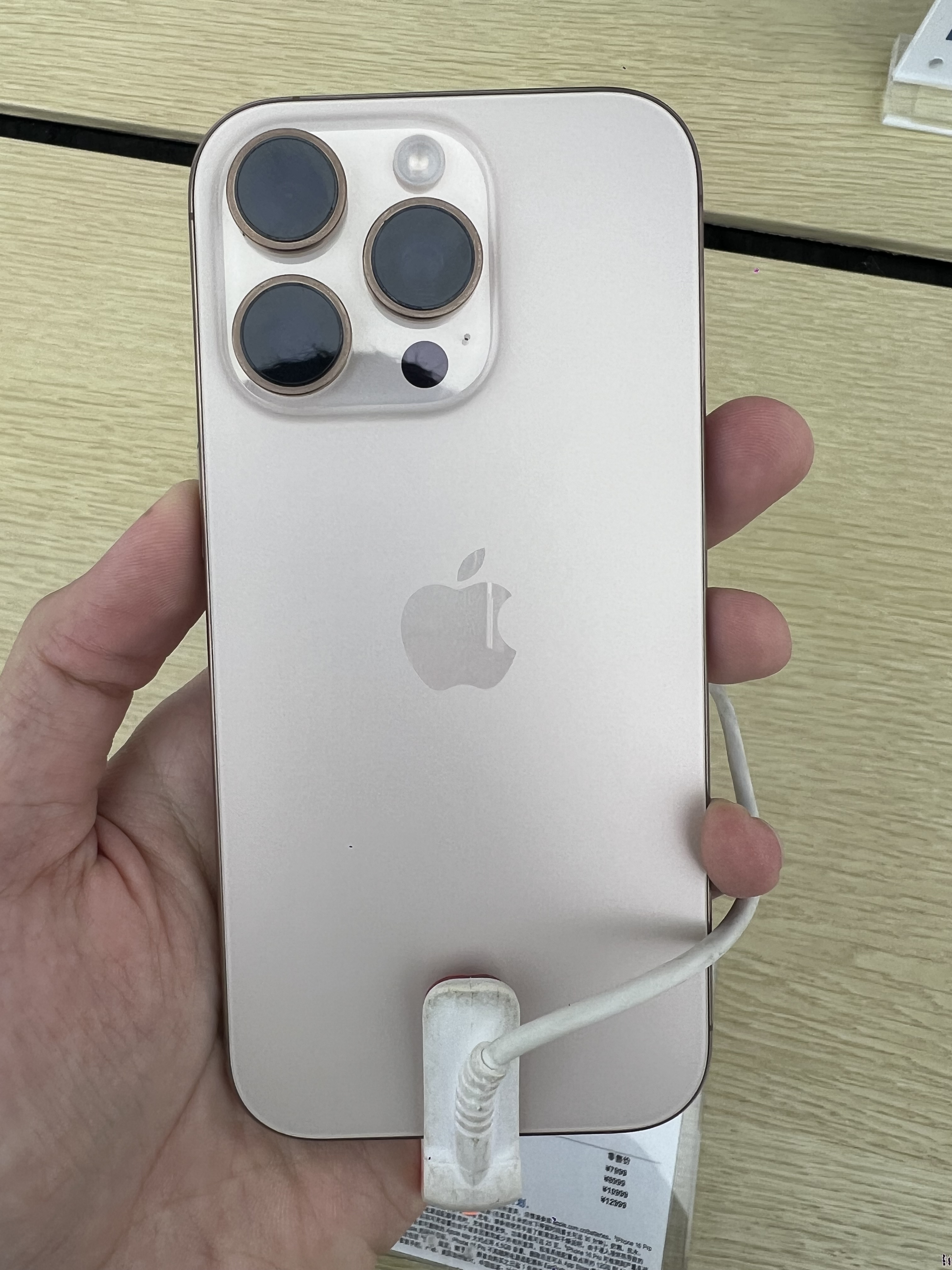
IPhone 16 Pro

2008年7月11日に第三世代携帯電話に対応の「iPhone 3G」が日本でもソフトバンクモバイルから発売された。発売3日間で、全世界でiPhone 3G本体100万台の売り上げ、800本以上のソフトのリリース、1000万本のiPhone用ソフトのダウンロードを達成など、発売当初から注目を集め、日本のスマートフォン市場を拡大させた。2011年10月14日発売開始のiPhone 4sからはKDDI / 沖縄セルラー電話連合（各auブランド）、2013年9月20日発売開始のiPhone 5s／iPhone 5cからはNTTドコモも参入した。
2011年から2024年まで14年連続で日本国内で販売シェア1位を獲得している。

### シャープ (AQUOSなど)
シャープは2010年に「IS03」を製造するなど早期にスマートフォン市場に参入した。2016年に台湾の鴻海精密工業の傘下となり、スケールメリットとAQUOSブランドの知名度を活かして事業を継続している。
IDCの調査では、2017年から2023年まで7回に渡って、年間の国内シェアにおいて2位を獲得している。2019年に発売されたAQUOS sense3は、発売から1年間で300万台以上販売された。

### Google (Pixel)

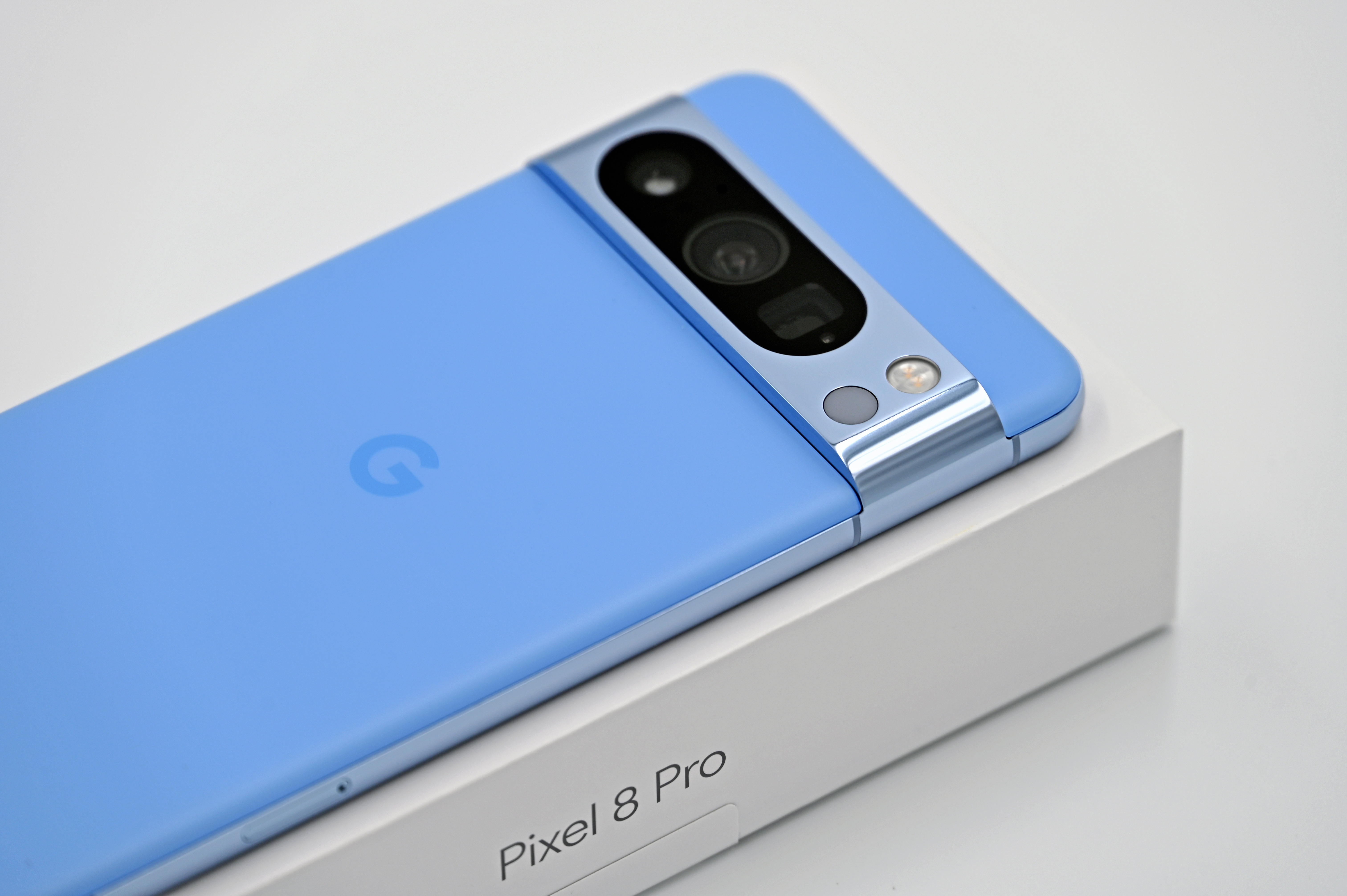
Google Pixel 8 Pro

Googleが2016年に自社ブランドのスマートフォン「Pixel」を発売し、2018年11月1日には「Pixel 3」が日本でも発売された。Pixel以前もHTCやSamsungなどと協力し、「Nexus」ブランドのスマートフォンを開発、販売していた。Google Pixelには自社開発のSoC「Google Tensor」が搭載されている。また、「消しゴムマジック」や「ベストテイク」など、写真の編集機能が標準で利用できる。2023年の Pixel 8 より、7年間のOSアップデートに対応する。
IDCのデータによると、2023年Q2には国内のシェアにおいて2022年の「その他」からシェア2位まで上り詰め、23年通年では3位の座を獲得した。

### Samsung (Galaxy)

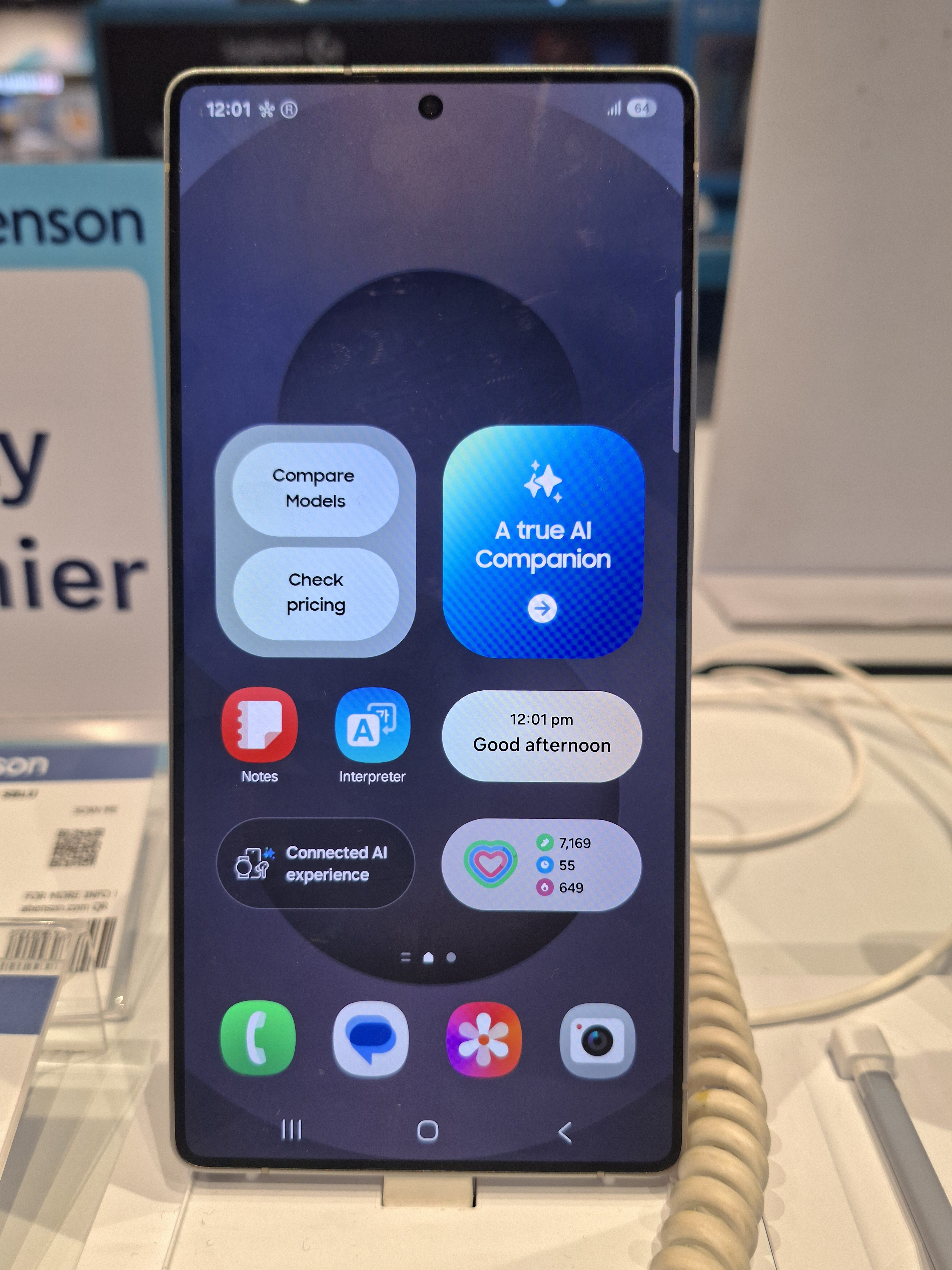
Galaxy S25 Ultra

Samsungは2010年から2022年までの13年間、世界のスマートフォン市場の年間シェアにおいて1位を獲得し続けた。日本国内ではハイエンドの「Galaxy S」シリーズ、ミドルレンジ～エントリーモデルの「Galaxy A」シリーズ、折りたたみスマートフォンの「Galaxy Z」シリーズを展開する。
2019年3月には、東京・原宿に常設店舗「Galaxy Harajuku」をオープンさせるなど、プロモーションに力を入れている。
日本では2015年の「Galaxy S6」より端末本体に社名である「SAMSUNG」のロゴを使用せず同社のブランド名「Galaxy」のロゴを表記していたが、2023年の「Galaxy S23」以降、「SAMSUNG」ロゴを復活させた。
2024年にサムスンが発表した新サービス「Galaxy AI」では、通話中の翻訳やAIによる写真の編集機能が利用可能となる。

### Xiaomi

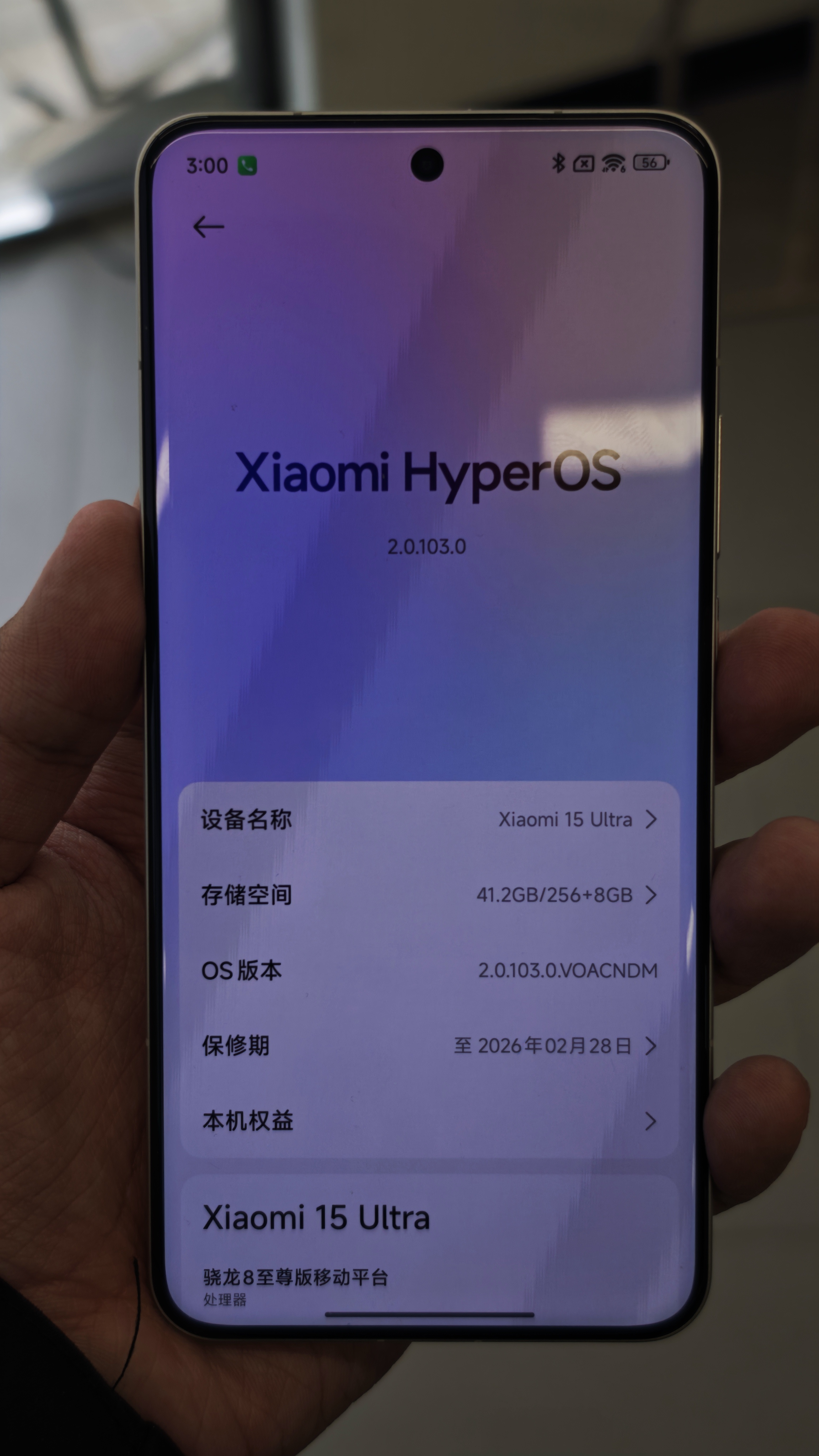
Xiaomi 15 ultra

Xiaomiは2020年に日本市場に参入した。Redmi シリーズやライカ監修のカメラを搭載した高級機などを展開する。
Canalysの調査では2024年第2四半期（4〜6月）に日本市場でのスマートフォン納入台数シェアが6%に達し、Apple（56%）とGoogle（12%）に次いで第3位となった。MM総研の調査では、日本における2024年暦年の携帯電話（フィーチャーフォン含む）・スマートフォンのメーカー別総出荷台数でいずれも5位となっている。

### レノボ
FCNTとモトローラ・モビリティを傘下に持つ。
- FCNT : FCNTは元々、富士通の携帯事業として発足したが、2018年にポラリス・キャピタル・グループに売却。その後も携帯電話の販売を行うも、2023年5月には民事再生法の適用を申請した。同年9月には、レノボの元でのFCNT合同会社として事業を継続することを発表[6]。FCNTは「石鹸で洗える」ことを売りとしたスマートフォンや、シニア向けのらくらくホンなどを開発してきた。

- モトローラ・モビリティ : モトローラ・モビリティはアメリカに本社を置いている。Googleが2011年にモトローラの買収を発表し、2012年に完了させたが、2014年にレノボに売却した[73]。

### ソニー (Xperia)
ソニーは2010年、当時のソニー・エリクソン名義で「Xperia X10」を発売し、スマートフォン市場へ本格参入した。最盛期には世界市場で9%のシェアを獲得したが、AppleやSamsung、中国メーカーとの競争激化によりシェアが縮小し、2025年時点の世界シェアは1%未満である。
日本国内においても2010年代には上位に位置していたが、2020年代は苦戦傾向である。

### その他
その他の日本国内で展開しているメーカー
- ASUS (Zenfone、ROG Phone)
- Nothing Technology
- Nubia
- OPPO (Find、A、Reno)
- Orbic
- ZTE

現行(日本で展開していないメーカー)
- Blackview
- BLU Products
- キャスパー
- DOOGEE
- Elephone
- Honor
- HTC
- Huawei
- Meizu
- Micromax
- OnePlus
- OnwardMobility
- OUKITEL
- Realme
- 伝音科技
- UMIDIGI
- Vivo

スマートフォン事業から撤退したメーカー
- バルミューダ
- エイサー
- デル
- 東芝
- 京セラ
- 日本通信
- ノキア
- パナソニック
- パンテック
- ヒューレット・パッカード
- ブラックベリー
- ポラロイド
- マウスコンピューター
- Microsoft (Surface Duo, Windows Phone)
- メガハウス
- LGエレクトロニクス
- NEC
- NECモバイル
- UPQ
- VAIO
- Yota

## 歴史

### スマートフォンの歴史の概要
通話しかできなかった1980年代から1990年代のアナログ式携帯電話に対して、1990年代後半から2000年代にかけて普及していったフィーチャーフォンは、デジタル方式としてSMS機能などを備え、日本などではインターネット閲覧機能を備えるなど多機能化が進んだが、メールやカレンダーなどの基本アプリ以外には使えるアプリが少なく、インターネットも限定的にしか見られなかった。フィーチャーフォン時代は基本ソフト（OS）がハードウェアと一体化され、また基本アプリもOSと一体化されており、パソコンやスマホのようにアプリを自由にダウンロードしたり消したりバージョンアップしたりできなかった（ミドルウェア）。
2000年代になってOSとしてpocket PC、Windows CE後にWindows MobileやPalm OSを搭載したPDAが世界中で多数発売され、中には2005年発売のW-ZERO3シリーズのように、通話、無線モデムによるインターネット通信、Wi-Fi、Bluetooth、カメラ、赤外線通信、タッチパネル、カラー液晶、SDカードスロット等のその後のスマホの殆どすべての要素を備えた製品が出現している。
2007年に発表された初代iPhoneとAndroidスマホは世界的にヒット商品となった。OSは、AppleのiPhoneで使われているiOSと、その他のほとんどの製品で使われているGoogle社のAndroidが一般的だが、他にもあり、また各携帯電話会社でAndroidを独自にカスタマイズしたOSもある。ただし、各種機能をアプリ化するには、十分なレスポンスを実現する上でハードウェアや回線速度に対する要求が厳しくなるため、ハードの側面の向上も同時に推進された。
世界でのスマートフォンの普及率は、2013年にフィーチャーフォンの普及率を上回った。日本でも2013年にスマホがフィーチャーフォンの普及率を上回り、2016年のスマホの普及率は全年代で71.3%、特に20代では96.8%に達するなど、スマホは2010年代において最も一般的な携帯電話の形態である。
スマートフォンの世界的普及により、内蔵されている半導体や各種センサー、モーター、液晶ディスプレイなどの小型電子デバイス類の量産効果による低価格化が進み、その恩恵により小型ドローンや3Dプリンタなどのデジタル機器の低価格化が起こっている。

### 1998年以前
1992年にAppleが米国内でNewton MessagePadを発表した際、このデバイスはPersonal Digital Assistant, PDA（携帯情報端末）と称された。この言葉・概念が一般化したのは1996年にPalmが発売したPalmPilotのヒット以降である。この時点では端末に通信機能は付与されていなかった。
1994年にIBMが開発したIBM Simonは、携帯電話とPDAを統合した端末で、操作は主にタッチスクリーンで行い、内部メモリにサードパーティ製のアプリケーションをダウンロードし動作させることも可能という現代のスマートフォンに近い端末であった。
1994年にGeneral Magicが開発し、SONYが発売したMagicCap端末Magic Linkは、元々は携帯電話サイズの通信端末として企画・開発が始ったものであり、Personal Intelligent Communicator（PIC）と称していた。
1996年にノキアが発表したNokia 9000は、閉じた状態では縦長ストレート型携帯電話だが、クラムシェル（折りたたみ型筐体）を開けば640×200ピクセル画面およびQWERTYキーボードが現れる構成であった。
日本ではパイオニアが1996年に全画面液晶表示の携帯電話端末DP-211、翌年にDP-211SWを発売している。メモ・スケジュール・ゲーム・メールなどを扱う、日本の元祖スマートフォン・PDAともいえる端末であったが、日本の各社はよりコンパクトかつ使い易い”普通の”携帯電話端末の開発を進め、ユーザーもまたそれを求めた。「全画面液晶、タッチパネル操作による情報端末」に対する技術と市場がまだ熟成していなかったために他社で追随するものは現れず、パイオニアもこの市場ニーズに合わせる形となり、機能を高めていったDP-212、J-PE01、J-PE02のあとの同社製後継機であるJ-PE03（2000年）は当時の一般的な携帯電話端末の形式に高機能を押し込んだ平凡な方向性に転換した。その後、J-PE03のマイナーチェンジ版であるJ-PE03IIをもって、パイオニアは携帯電話端末・PDAから撤退した。
これらの携帯電話とPDAを統合したビジネス向け情報端末がスマートフォンの嚆矢であるとされる。しかし当時は『Smartphone』という言葉はまだ存在せず『電話ができるPDA』や『電話回線を利用して通信できるPDA』などと呼ばれていた。それは『とても高機能ですごい携帯電話』などと認識され、一般大衆の市場が求め扱う類のものではなかった。なおIBMやノキアではPDAではなく『Communicator』と称していた。

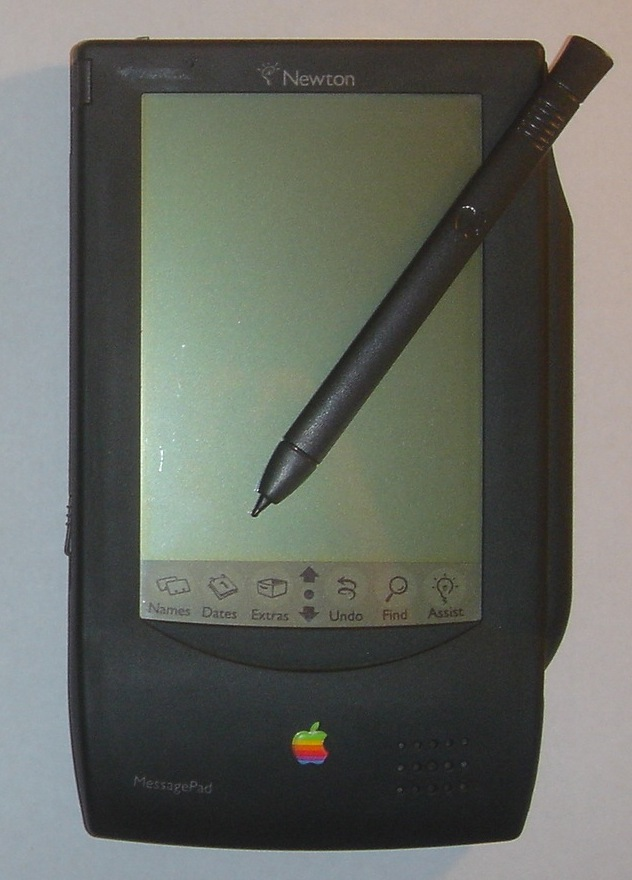
Newton MessagePad 100
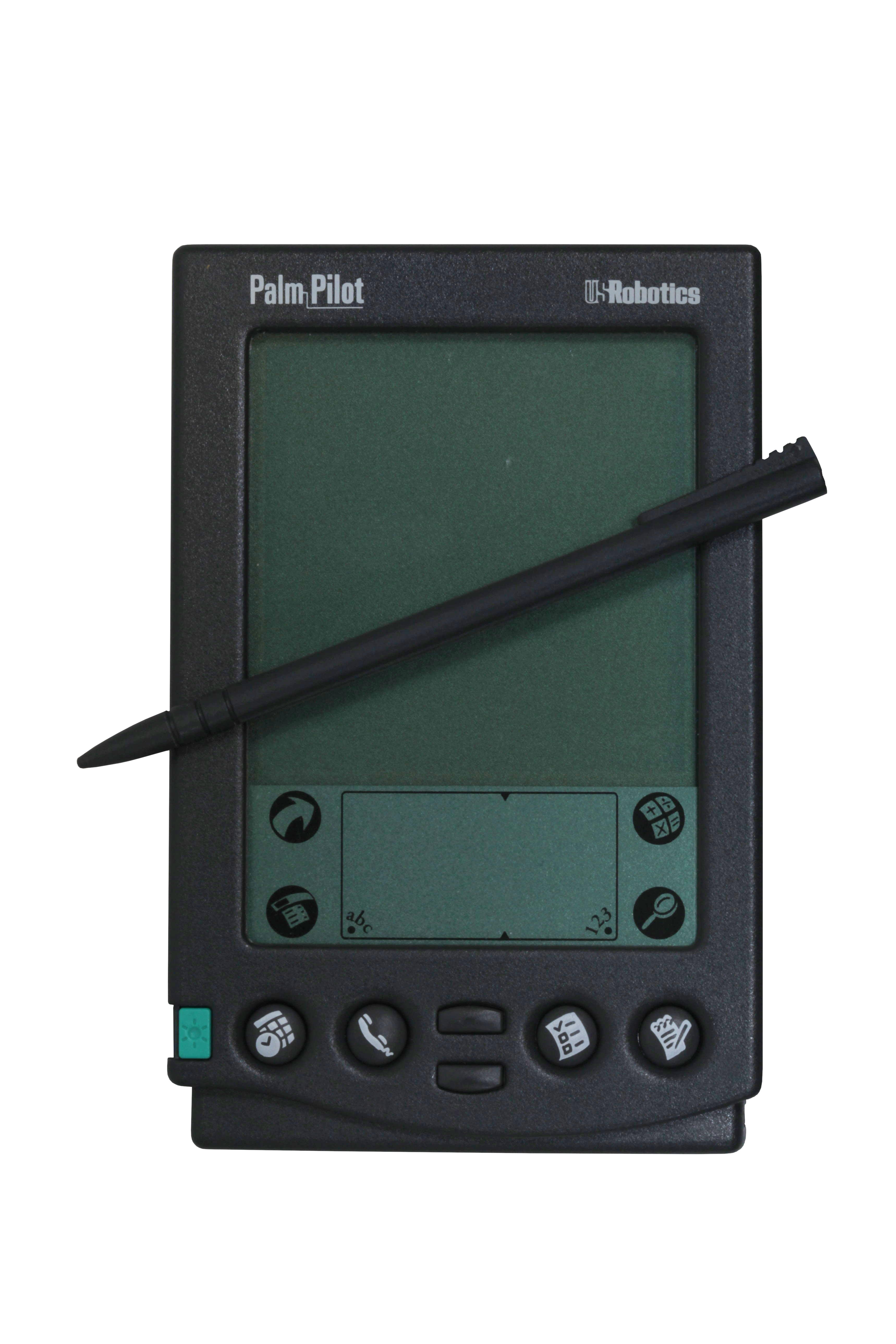
PalmPilot
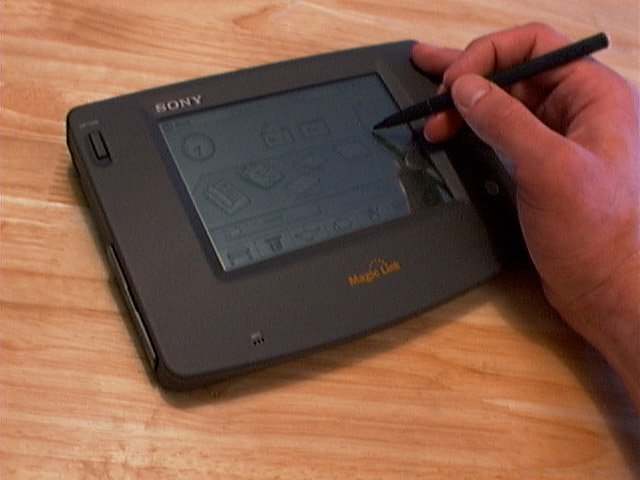
Sony MagicLink PIC-1000
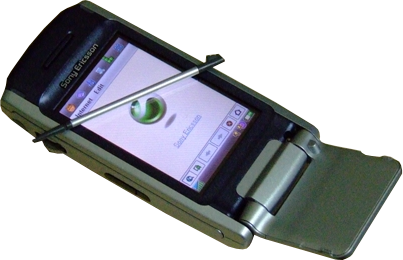
Sony Ericsson P900 (2003年発売・P800の後継)
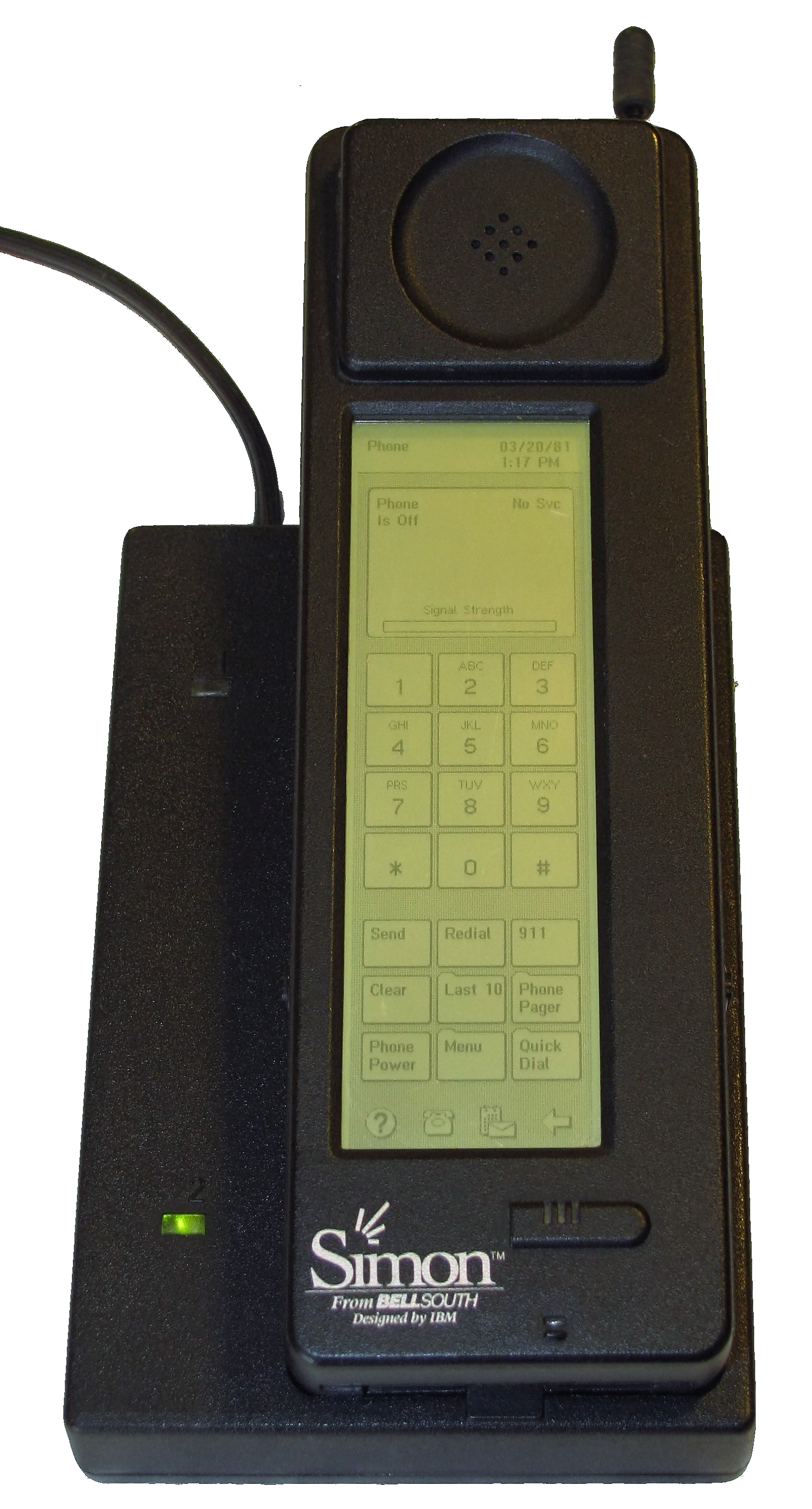
充電器に置かれたIBM Simon
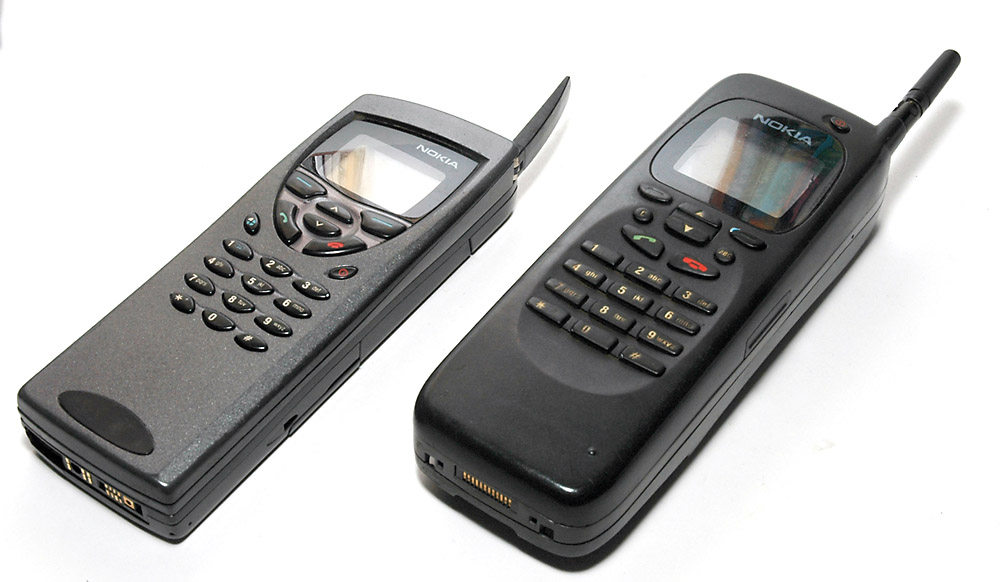
閉じた状態のNokia 9000（右）
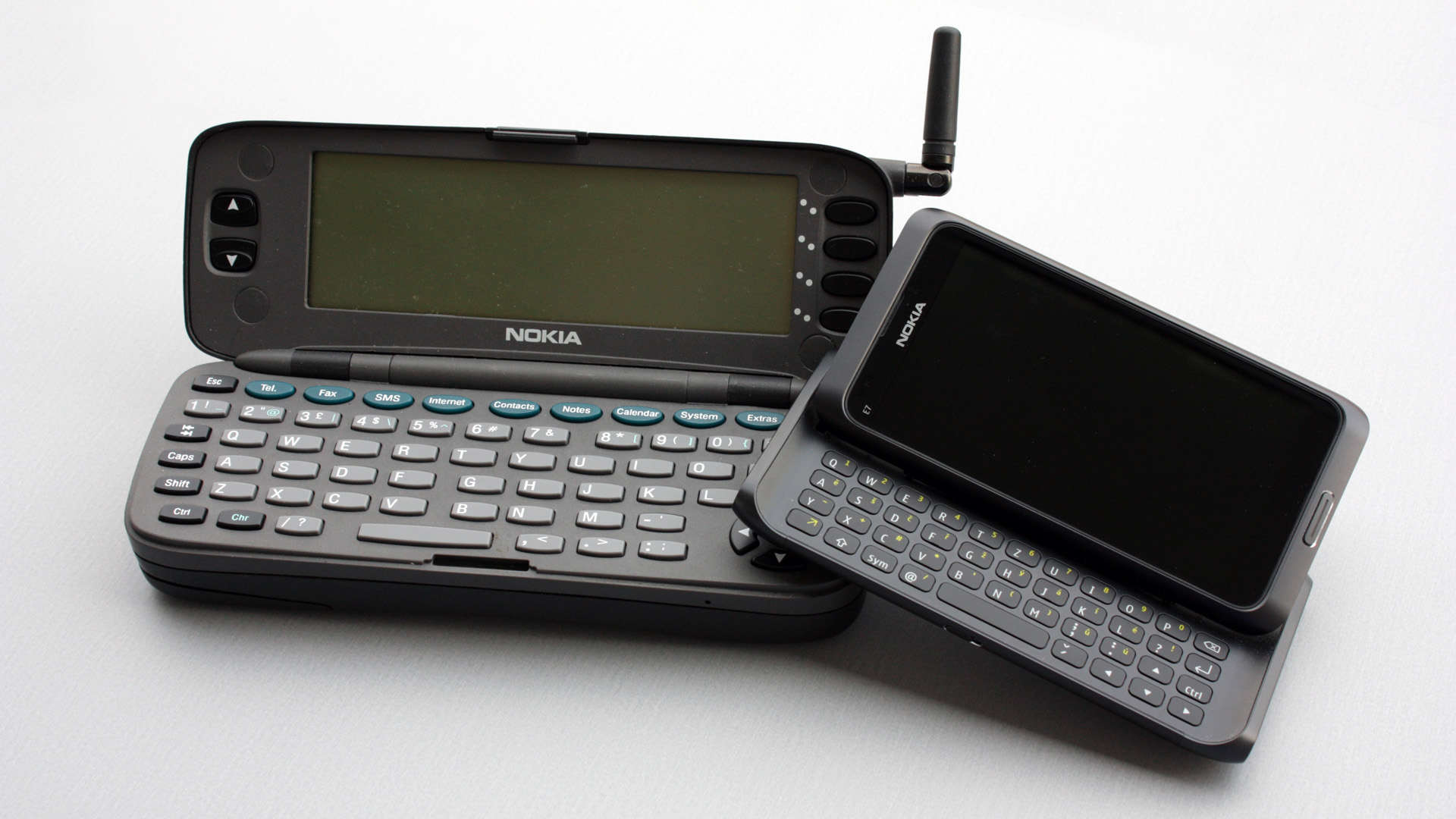
開いた状態のNokia 9000（左）

### 1999年 - 2006年
1999年1月19日にはカナダのリサーチ・イン・モーション (RIM) が「BlackBerry（ブラックベリー）」を発売した。これは、発売当初は電子メールの使えるキーボード付きポケットベルとでもいうべきものであった。
日本では同じく1999年にNTTドコモにより携帯電話IP接続サービスのiモードがサービスインした。追って国内各社も同様のサービスを始めた。同年9月、日本において世界初のカメラ付き携帯電話 (PHS) VP-210が登場し、後のスマートフォンの重要な要素がここで誕生した。海外では、2002年には欧州のボーダフォンへ対してノキアが「Nokia 7650イメージング・フォン」を出荷、同年12月には、「Sanyo SCP-5300」が米国内では初めてとなるカメラ内蔵型携帯電話として発売されている。カメラ付きや絵文字など後のスマートフォンの重要要素が日本において先駆けて登場していたが、方向性はガラパゴスケータイへ向かっていく。
2000年4月1日、インプレスはエイプリルフールネタとして「マックロソフト、Iモード用Windous I発表」という記事を出した。そこでは「来世紀中には発売」「ユーザーは、家庭のデスクトップで、Windous MEを使い、外出したら携帯電話でWindous Iを使えば24時間いつでも情報を自由に扱うことができる」というものが想定されていた。
2000年、Ericssonがタッチスクリーン採用のSymbianスマートフォンであるEricsson R380を発売した。Nokiaはタッチスクリーン採用のシリーズ80のSymbianスマートフォンを発売した。2002年、Sony EricssonはR380の後継として、ソフトウェアプラットフォームにタッチパネルベースのUIQを採用するSony Ericsson P800を発売した。UIQ向けのソフトウェア開発に必要なUIQ SDKはWeb経由で無料に提供されたため、非公認アプリの開発が盛んとなった。
それまで独自の手描き入力「グラフィティ」をキーワードにしてきたHandspringは2002年1月に通話機能標準装備のPDAとして、初めてTreoシリーズを発売し、初代となるTreo180（無印）にはBlackBerry同様、小型QWERTYキーボードを搭載した。また同時期のは2002年1月の見本市・International CESで発表した「Sidekick (HipTop)」はUS200ドルを下回る低価格製品で、音声通話もできたので「音声通信ができるBlackBerry」という捉えられ方で歓迎された。米国で好調だったTreoシリーズは2003年、Treo 600でカメラ機能を初めて内蔵し、VGA撮影可能なカメラと通話およびメッセージングが可能な携帯電話、そしてQWERTYキーボード搭載のPDA機能を集約したデバイスとして登場している。
BlackBerryも2002年末に音声通話に対応、その後の改良によりPIM機能のグループウェアとのセキュアなリモート連携・プッシュ型電子メール、インターネット上のウェブサイトの閲覧、さらに機種によってはマイクロソフトのOfficeアプリケーションファイルやPDFの閲覧・編集機能も備えたスマートフォンに変貌を遂げた。ブラックベリーは主に法人向けであり、2004年ごろから、米国のビジネスマンを中心に普及し、スマートフォンの米国でのトップシェアを誇った。
2006年にはNTTドコモが専用サーバ (BlackBerry Enterprise Server) とのセットでBlackBerry8707hを法人向けに国内での販売を開始した。

### 2007年

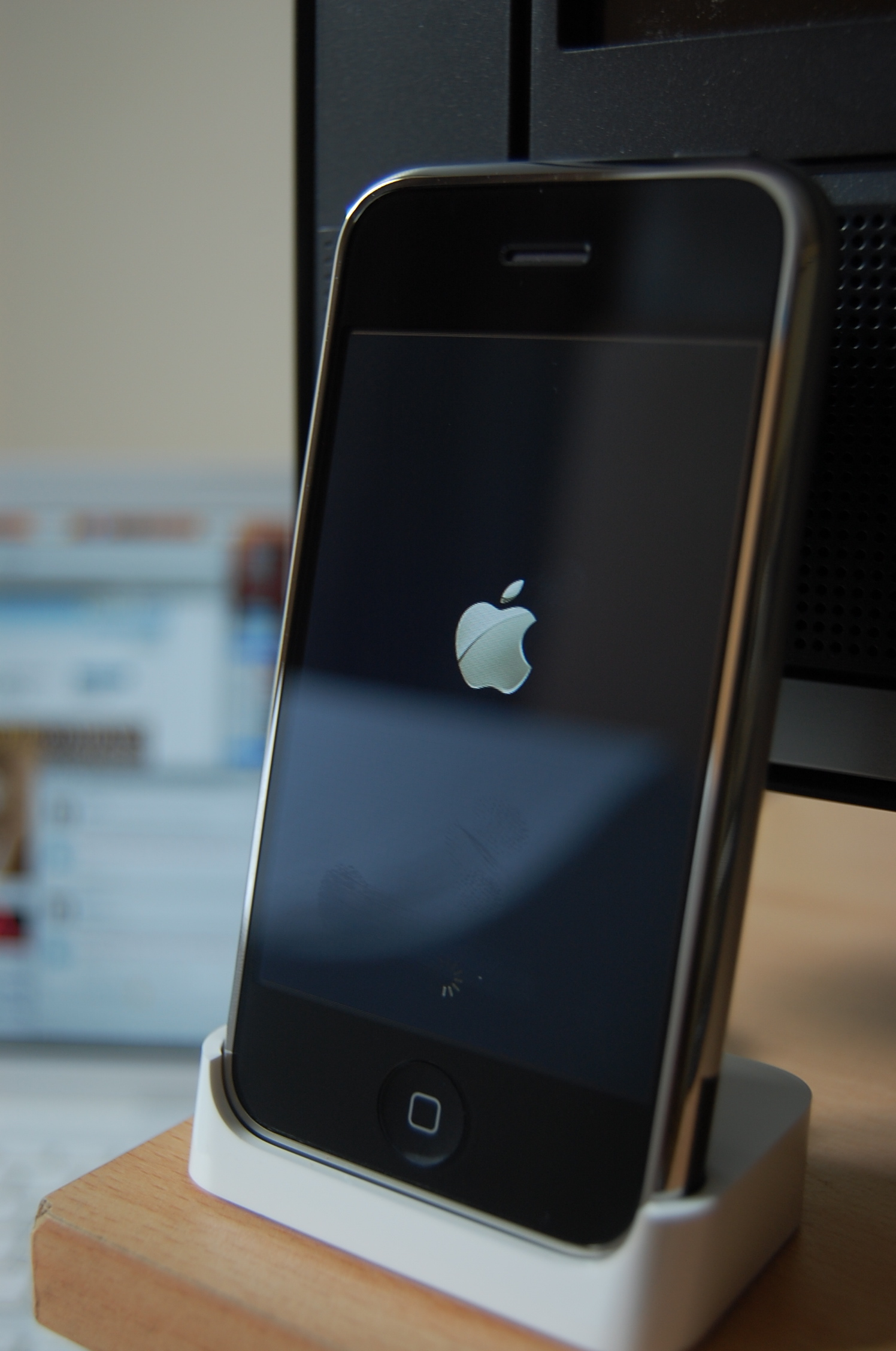
初代iPhone

2007年1月にAppleが"iOS"を搭載したスマートフォン「iPhone」を発表。現代のスマートフォンの形を決定付けた。同年6月に米国で発売開始。同年11月には英仏独でも発売された。

### 2008年
ソフトバンクにより、初めての日本向けiPhoneとしてiPhone 3Gが発売される。当初は販売が伸び悩み、競合のKDDI社長（当時）の小野寺正が「iPhoneは一般ユーザーには魅力的でない」と酷評したが、ソフトバンクによる積極的な販売施策により販売が上向く。これ以降、日本においてもスマートフォンが急速に普及していくこととなった。
この年はさらに、GoogleのOS"Android"を搭載したスマートフォンT-Mobile G1が、米国T-Mobile社より発売された。

### 2011年
2011年に、Googleがモトローラ・モビリティを買収し、モジュラー携帯電話に関連する特許を取得した。これによってモジュール組み立て式スマートフォン（コードネーム:Project Ara）の開発が始まった。Project Araはディスプレイと金属フレームのベースパーツに、ユーザー好みのモジュールを組み合わせて、スマートフォンを自作できるプラットフォームである。これによってセルラー通信モジュールを無くした最小構成の場合は、50ドルからを目指す。これらは2015年に市場への投入を予定していた。2015年には試験販売の中止と発売の延期が行われ、2016年には開発中止が発表された。

### 2013年
2013年9月にAcerが世界初の4K動画撮影に対応した6インチFHDディスプレイを搭載したLiquid S2を発表、同年10月に欧州で発売を開始した。

### 2015年
2015年9月にSONYが世界初の4K液晶を搭載したXperia Z5 Premiumを発表、同年10月に発売を開始した。

### 2017年

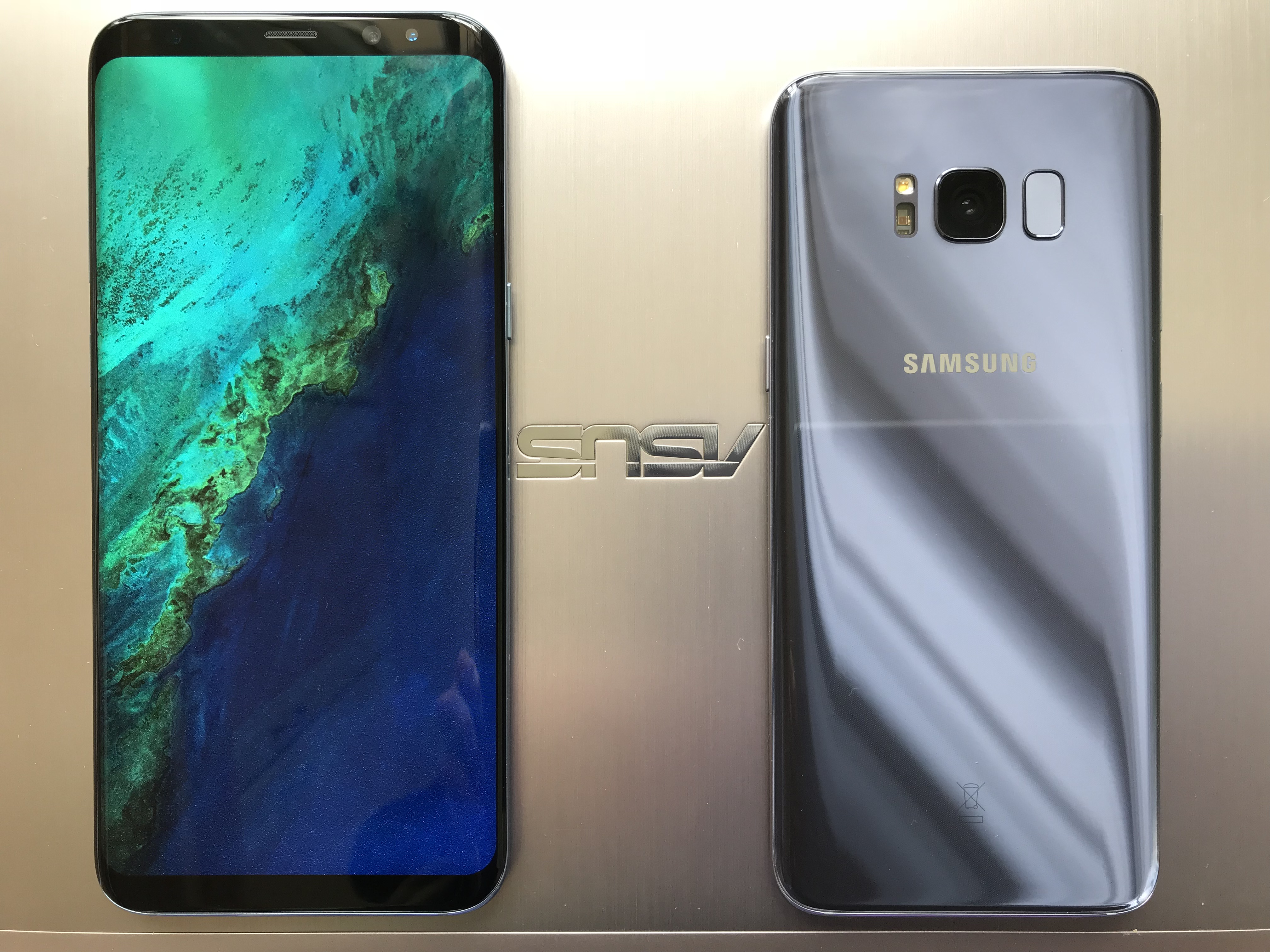
Galaxy S8とS8+

「持ちやすくて大画面」という縦長の全画面ディスプレイ「Infinity Display」を備えたGalaxy S8│S8+が世界的大ヒットを記録。この製品がスマートフォンのベゼルレス化、全画面化という業界全体のビッグトレンドを作り出し、これを筆頭に各社がベゼルレスな全画面スマートフォンをリリースすることとなる。アップルは長年iPhoneに搭載していたホームボタンを廃止したモデルであるiPhone Xを発売した。
また、2017年世界のスマートフォンの出荷台数が初めて減少した。

### 2018年

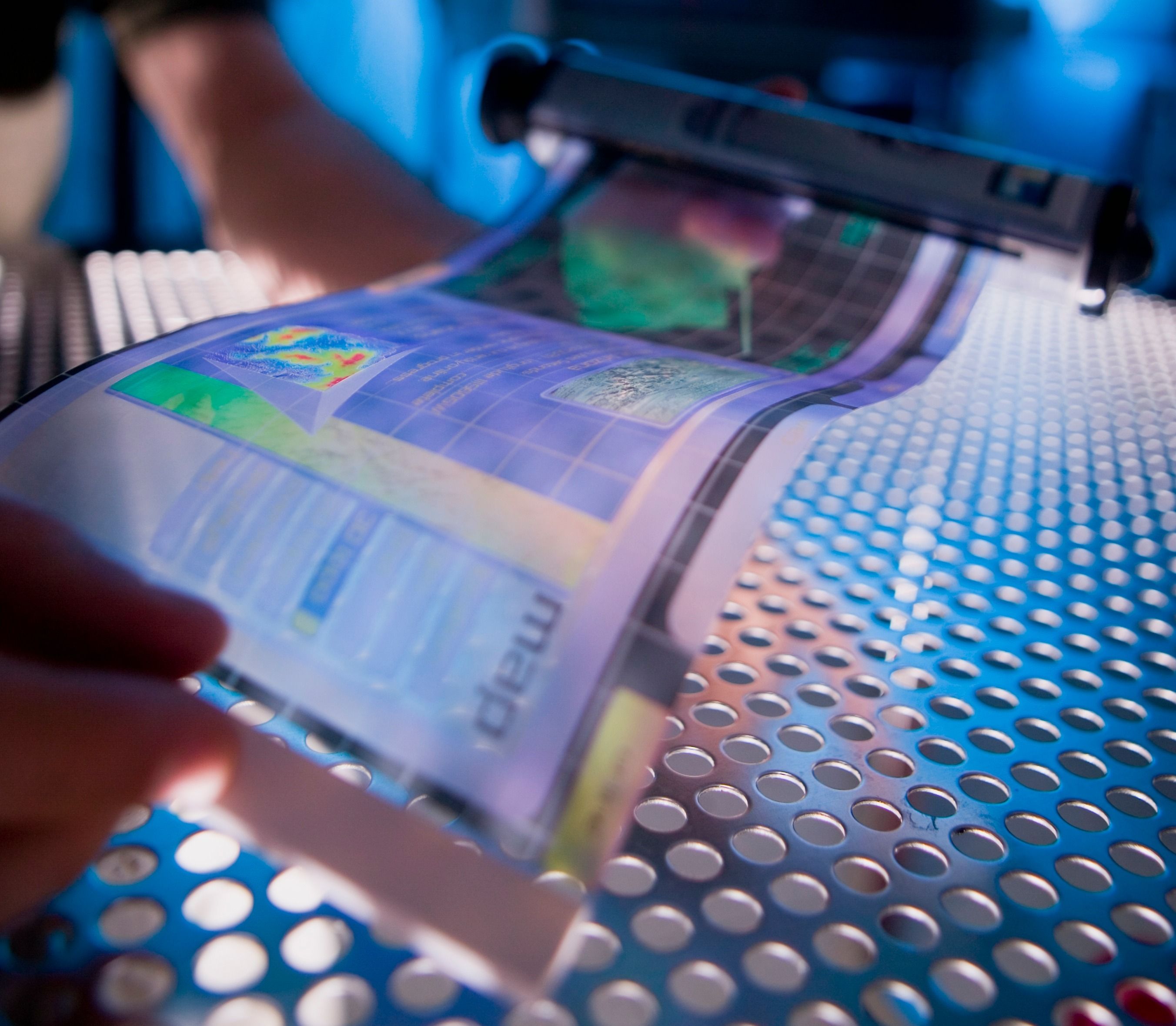
有機ELディスプレイは曲げられる特性があるため、フレキシブルスマートフォンに応用できる。

2018年に入ってからは、フレキシブルスマートフォン（曲がる、折りたたみスマホ）の開発が急速に進んだ。この年には、中国のベンチャー企業であるRoyole（柔宇科技）が、商用としては世界初のフレキシブルスマートフォン「FlexPai」を発売した。
OPPOは、ポップアップ式カメラによってフルスクリーンを実現したFind Xを発表した。
Samsung Electronicsは開発者向けプライベートイベント「SDC18」にて、ベゼルセス化・全画面化の流れを業界にもたらしたGalaxy S8│S8+の「Infinity Display」の次のフェーズとして、「Infinity-V Display」、「Infinity-U Display」、「Infinity-O Display」、「New Infinity Display」を発表した。Infinity-VとInfinity-Uは、Essentialが開発し、iPhone Xの存在で広まったノッチ（切り欠き）をそれぞれV型またはU型に配置することでブランド化したもので、主にミッドレンジのGalaxy AやGalaxy Mに採用されている。Infinity-Oはディスプレイにサブカメラ用の穴を開けるパンチホールカメラを搭載してさらなる全画面化を図るもので、その後Galaxy A8sやGalaxy S10e│S10│S10+などで採用されている。New Infinity Displayは、完全全画面ディスプレイの名称だが、どのような方法で実現するのかはこの時には発表されなかった。2019年になってから発表されたGalaxy A80で初めて採用され、ポップアップ式回転カメラ（メインカメラを回転させることで、サブカメラでも同じカメラを使用）で実現された。
またディスプレイにカメラ用の穴を開けて、ノッチを無くしたパンチホール型ディスプレイのスマホHonor View 20を、ファーウェイが世界で初めてリリースした。
中国のVivoからは、世界初のディスプレイ内蔵型指紋センサーを搭載したX20 Plus UDがリリースされた。

### 2019年
ついに大手メーカーからも折りたたみスマホが発表される。
韓国のサムスン電子のGalaxy Fold、中国のファーウェイも、後に続いてMate Xを発表した。
各国が次世代通信システム5Gのサービス開始時期を発表し、各社から5Gに関する取り組みやサービス、構想が発表される中、クアルコムがスマートフォン向けの5G（第5世代移動通信システム）対応チップをリリースするなどして、スマートフォンメーカー各社が5G対応スマートフォンを発表した。なお世界初の商用5G対応スマートフォンは、2019年2月20日に発表され、2019年4月5日に発売されたGalaxy S10 5Gである。
サムスン電子は、世界初の超音波を用いたディスプレイ内蔵型指紋センサーによって、ディスプレイ上で指紋認証できるGalaxy S10│S10+を発表した。
2019年4月3日には、アメリカのベライゾンが世界初の5G通信サービスを開始した。後に続いて4月5日には、韓国のKTが5G通信サービスを開始した。なお日本での5G本格サービス開始は2020年を予定しており、他国より遅れをとっている。
また中国のXiaomiやOPPOは、光を透過できる透明ディスプレイの技術を用いて、画面の中にカメラを埋め込んだスマートフォンのプロトタイプを発表した。この技術によって、前面カメラ用に設けられたノッチやパンチホールを無くし、完全なフルスクリーンが実現される。
Motorolaは、「縦」型折りたたみスマートフォンである「razr」を発表した。
アメリカを中心に、ファーウェイへの部品供給を止めるといった排除の動きが加速し、Googleの提供するサービスも新たなファーウェイ製デバイスに搭載できなくなるなどの影響が出始めた。（ファーウェイ#ファーウェイをめぐる各国の動きを参照。）

### 2020年
2020年2月11日（現地時間）、サムスン電子は縦型折りたたみスマホであるSamsung Galaxy Z Flipを発表した。これにより、Galaxyは、横型折りたたみスマートフォンと縦型折りたたみスマートフォンを両方発売した世界初のブランドとなった。また、Galaxy Z Flipは折りたたみスマートフォンとしては世界で初めて画面にガラスを採用した。なお、この折れ曲がるタイプのガラスは、Ultra Thin Glass（UTG）というもので、外販も発表されている。同時に発表されたハイエンド製品の Galaxy S20 Ultra 5G は、約1億800万画素の超高画素数カメラや、100倍ズームを行えるカメラ機能が従来の全てのスマートフォンを大きく超える仕様であったため注目を集めた（スマートフォンというカテゴリでカメラの画素数が1億を超えたのは本製品が初めて）。
開催予定であったモバイルテクノロジーの国際的な見本市「MWC 2020」が、新型コロナウイルスの感染拡大の影響によって出展予定企業が相次いで出展中止を発表したことから、イベント自体も開催を中止した。これにより、MWCでの製品発表を予定していたメーカー各社は独自のプレスカンファレンスの開催や、YouTube上での発表などの対応を行った。
ファーウェイに対する各国の制裁により、日本では5月29日に発売された「HUAWEI nova lite 3+」をもって、Googleが使える最後のスマートフォンとなった。これ以降に発売されたファーウェイ端末ではGoogleのサービスが利用できなくなっている。

### 2021年
グーグルが自社開発のSoC「Google Tensor」を搭載したGoogle Pixel 6を発表。

### 2022年

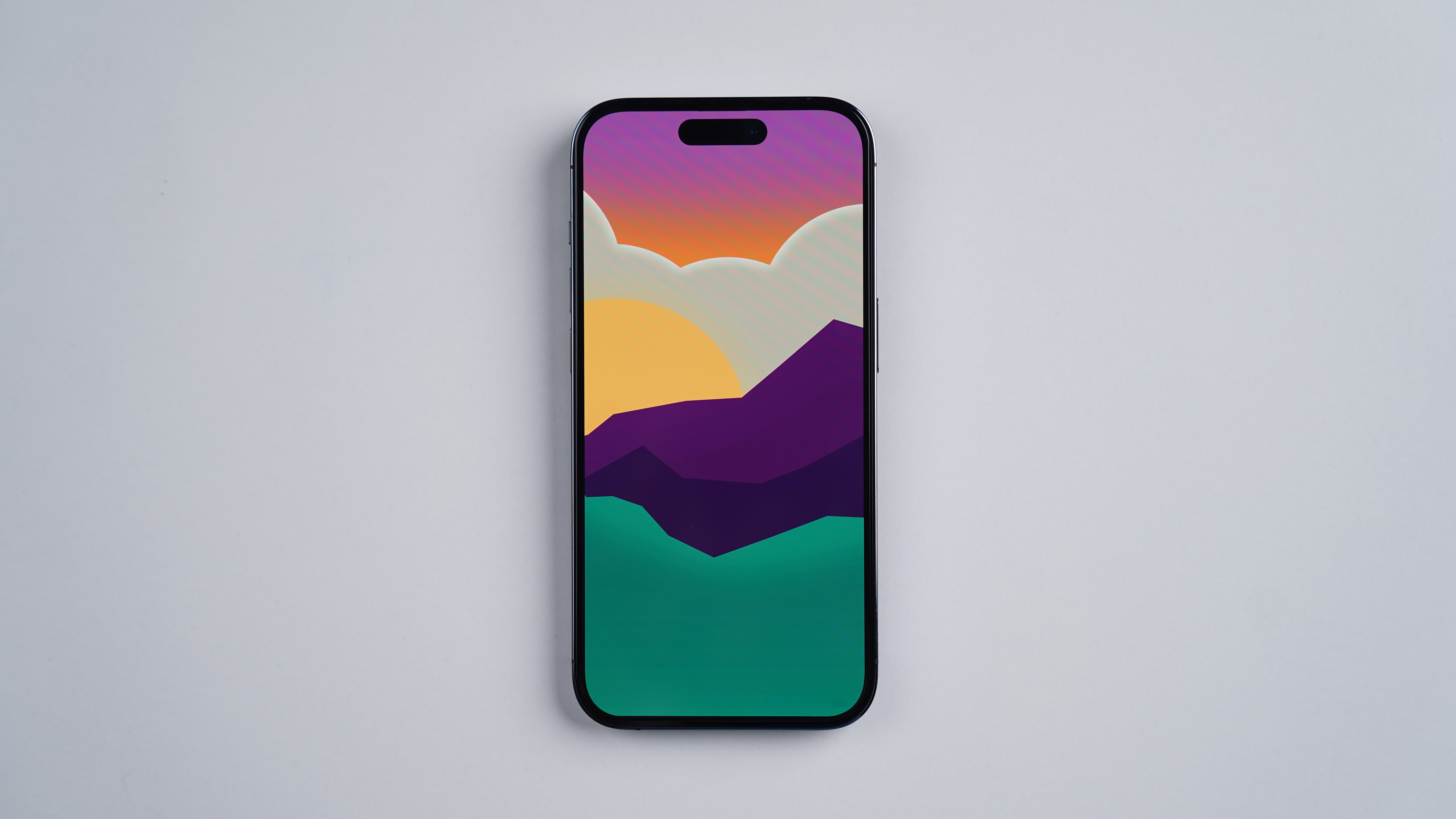
iPhone 14 Pro

アップルはiPhone 14 Proにて、カメラの穴を中心に充電開始やイヤホン接続などのシステムイベントを表示させ、穴をUIの一部として機能させるDynamic Islandを導入した。

### 2023年

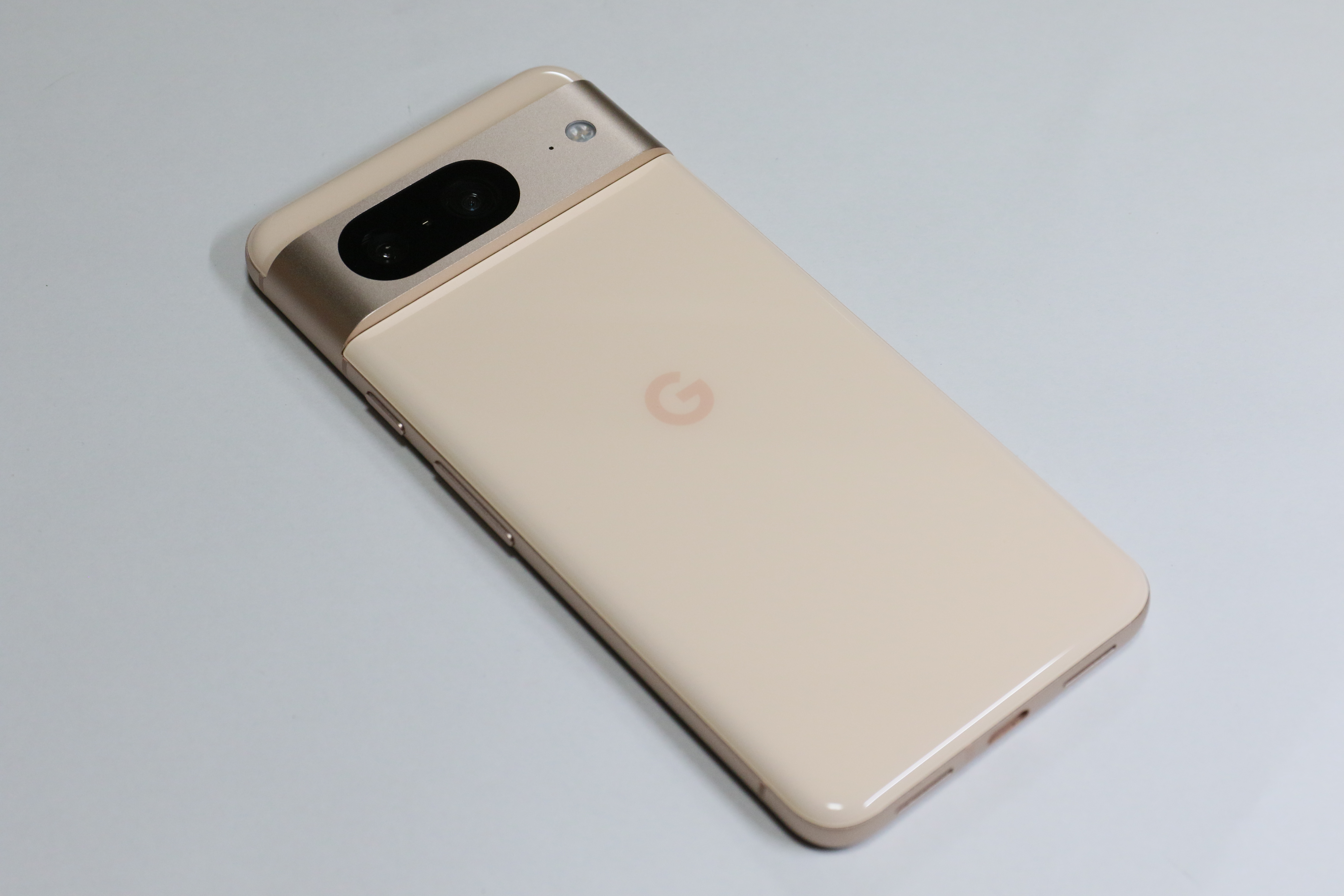
Google Pixel 8

アップルは、EUの新ルールに適用するためiPhone 15にて充電規格を往来のLigtningから、他社のスマートフォンでも一般的に採用されているUSB Type-Cに変更。
10月には、グーグルがGoogle Pixel 8にて、Androidとしては最長となる7年間のOSアップデートをサポートすることを発表した。

### 2024年
1月、サムスンが自社ブランドの人工知能(AI)として「Galaxy AI」を発表し、スマートフォンGalaxy S24に標準搭載された。通話内容をリアルタイムで翻訳する機能を備える。アップルも6月にiOS 18においてOpenAIのChatGPTを標準搭載することを公表し、また自社開発のApple Intelligenceも発表した。前年12月にグーグルが自社のAI「Gemini」をPixeに対応させたことを含め、メーカー間でのAIスマホの競争が激化した。
10月、ファーウェイが、中国企業として初となるAndroidをベースとしない独自開発OS「HarmonyOS Next」を発表。スマートフォンやタブレット端末、自動車等を始めとした様々な機器の相互接続を可能とする。

## グローバル市場の状況
| 順位 | メーカー  | 国       | シェア |
| ---- | --------- | -------- | ------ |
| 1位  | Apple     | アメリカ | 20.1%  |
| 2位  | Samsung   | 韓国     | 19.4%  |
| 3位  | Xiaomi    | 中国     | 12.5%  |
| 4位  | OPPO      | 中国     | 8.8%   |
| 5位  | Transsion | 中国     | 8.1%   |

iPhone登場前はノキア、HTC、RIM、パーム、サムスン電子などが多数機種が一定の市場を形成していた。Symbian OSやWindows Mobile for SmartPhoneなど専用のOSも作られていたこともあり、他にもPalm OSやWindows Mobile for Pocket PCなどPDA用OSを一部改良し搭載された機種も存在した。さらにスマートフォン向けに作られたアプリケーションソフトも多数提供されていた。PDA用OSを搭載した場合、それまでに作られたアプリケーションソフトが利用できるという利点があったためでもある。
2020年代前半現在、米調査会社Strategy Analyticsによる2018年第2四半期の世界のスマートフォンの企業別シェアは従前2強であったサムスン、Apple、米中貿易摩擦の影響を受けたファーウェイが大きくシェアを減らし、代わって、シャオミ、オッポ等の台頭が顕著に見られた。
IT市場調査会社ガートナーが発表したデータによると、AndroidとiOS以外のプラットフォームは、2017年12月時点で0.1%に過ぎない。
従来はメーカーの知名度が低かった地域でも、インドのMicromax、インドネシアのMitomobile、フィリピンのCherry Mobile、アフリカ市場におけるMi-Foneなどのメーカーが出てきた。特にMicromaxは巨大市場であるインドにおいて、2013年第2四半期のシェアを22%に伸ばすなど (IDC)、首位はサムスン (26%) ではあるものの数値を落とし、MicromaxとKarbonn (13%) の勢力拡大が目立つ。同社の調べによると、同期のインドでのスマートフォンシェア率順位は、1位サムスン2位Micromax3位Karbonn4位ノキア5位ソニーモバイルと地元メーカーが強い。ベトナムでは地場企業がスマートフォンの生産を拡大している。
ロシア国内の国産スマートフォンメーカー「INOI」では独立系モバイルOSプラットフォーム「Sailfish Mobile OS RUS」を採用した業務用スマートフォン「INOI R7」を販売、同機種はロシア郵便が1万5000台購入している。同社の業務用タブレット端末「INOI T8」もロシア通信最大手の「ロステレコム」に購入されている。
米Googleは、2015年前半にも世界初となるモジュール型スマートフォンProject Araを発売予定だった。これは、タイル型のデザインで各部がモジュール化されている。最小構成の場合で価格は50ドルを目指すとしていたが開発中止となっている。
2023年には年間の市場シェアでアップルが1位となり、サムスンは13年ぶりにトップの座を明け渡すことになる。

### 携帯基地局の世界シェア
携帯基地局の世界シェアについてはファーウェイがトップである。次いでノキア、エリクソン、NEC、富士通がランクインする。

### 半導体
スマートフォン用半導体の設計で、ARMホールディングスが9割のシェアをもっている。例えばAppleのAシリーズや、QualcommのSnapdragon、中国のファーウェイのスマートフォンに使う中核半導体「キリン」の基盤技術を、ARMからライセンス供与を受けるなど、ARMの協力無くしては各社メーカーの新製品開発や販売はおぼつかない状況となっている。対抗馬として、RISC-Vの開発が進められている。

## 日本の状況

### 2G時代の状況
日本では1990年代以前に東芝「GENIO」や京セラ「DataScope」「DataScope for DoCoMo」、パナソニック「ピノキオ」といった、“PDA的要素を付加した携帯電話/PHS”はいくつか発売されたが普及は進まず、むしろ一般の携帯電話（フィーチャーフォン）の高機能化を受け入れるユーザー層の増加が目立った。

### 3G時代の状況
3G（第三世代携帯電話）の普及にともなって、日本国外で生まれたカテゴリーであるスマートフォンを日本語化して発売することが可能になり、2004年にはボーダフォン日本法人（現ソフトバンクモバイル）からノキア「Vodafone 702NK」が、2005年にはNTTドコモからモトローラ「FOMA M1000」が発売された。日本国外製の3G対応のスマートフォンを個人輸入するユーザーもいた。また同じく2005年に、シャープとウィルコムがWindows Mobile 5.0 for Pocket PCを搭載した日本独自開発の「W-ZERO3」シリーズを出すなどの動きがあり、2000年代後半になると日本メーカー発の本格的スマートフォンが普及するきざしが出始めた。
ところが、洗練されたユーザインタフェースを持ったiPhoneの上陸、それを追ってやってきた海外Android勢によって、国内メーカーは窮地に陥った。2008年にソフトバンクにより、初めての日本向けiPhoneとしてiPhone 3Gが発売されると、当初は販売が伸び悩み、競合のKDDI社長（当時）の小野寺正が「iPhoneは一般ユーザーには魅力的でない」と酷評したが、ソフトバンクによる積極的な販売施策により販売が上向く。これ以降、日本においても海外メーカーのスマートフォンが急速に普及していくこととなった。
以降、ビジネスマンやマニア層以外の一般の人々にスマートフォンが徐々に受け入れられるようになり、従来の多機能携帯電話は「ガラパゴスケータイ」と揶揄され一気に陳腐化したほか、従来のスマートフォンも旧式の扱いをうけることになった。
後発のiPhoneに追い抜かれた形となったWindows Mobile陣営は、新たにWindows Phoneプラットフォームを立ち上げ、マルチタッチを生かしたインターフェースを搭載するなど、これに追随する動きを見せた。また、Android陣営もWindows Mobile陣営と同様の動きを見せている。
Blackberryも日本展開を模索、2008年にはPOP・IMAPメールやGmail等Webメールのプッシュ型電子メールに対応した、個人向けサービスBlackBerry Internet Serviceを開始した。2010年にはiモードメールのメールアドレスにも対応させるべくBlackBerry用のspモードが提供されている。
日本でスマホを阻んでいたものとして、2009年以前ではキャリアが提供している携帯電話向けのWebやメールのサービス（iモードやEZweb、Yahoo!ケータイ）との相性が悪いという点があり、“マニア向けなガジェット”に留まっていた。特に携帯電話におけるプッシュ配信型のメールサービスと、既存のPC同様のPOP3やIMAPをベースとしたスマートフォンのメール機能の使い勝手の違いは大きい。これはスマートフォンが、電話付きの超小型PCであり、携帯電話とは似て非なるものであることに原因している（PCから公式サイト (携帯電話)や一部の勝手サイトにアクセスすることは出来ない）。また、ユーザーサイドでもスマートフォンを活用できずに、従来からのフィーチャーフォンに戻ってしまったり、ネットブックとデータ通信の組み合わせに移るユーザーもいた。
2010年の後半からは、spモードなどスマートフォンでのプッシュ型のキャリアメール対応や、FeliCaやワンセグ、赤外線、緊急地震速報のように日本型高機能携帯電話の要素を取り入れたスマートフォンが日本のメーカーから次々と発表された。このような、フィーチャーフォンの機能を持つ機種を「ガラケーのようなスマートフォン」として「ガラスマ」と呼ぶことがある。この場合、対義語としてそのような機能を搭載していない機種をグローバルスマートフォン、「グロスマ」と呼ぶ。
また、操作性の向上やフィーチャーフォン利用者のスマートフォン移行促進を目的として、一部AQUOS PHONE（IS11SH (CDMA SHI11)およびIS14SH (CDMA SHI14)、007SHなど）、およびINFOBAR C01 (CDMA SHX12) などのようにテンキーを備えた「ガラパゴスケータイのような形状をしたスマートフォン」（ソフトバンクでは二つ折りタイプの007SHを「スマートフォン」と「ケータイ」で「スマケー」と呼称）が登場したが、動作の不安定さやフィーチャーフォンで支持されていた電池持ちの良さが損なわれるなどして支持は伸びず短命に終わっている。
2011年上半期には携帯電話新規販売台数の約半数がスマートフォンとなり、2012年にはさらに伸びて約75%を占めるに至る。
多くの通信帯域を利用するスマートフォンの急速な普及により、各通信事業者は、当面は無線LANへのオフロード（携帯電話のデータ通信を無線LANを介して光回線に迂回させる）でしのぎ、LTEやモバイルWiMAXといった、電波効率のよい次世代の通信方式へ移行していった。

### LTE時代の状況
インプレスR&Dの調査によると、2012年10月時点で日本のスマートフォン普及率は39.9%で、5ヶ月で10%普及率が上昇していた。
2013 - 2014年には2年連続で出荷台数が減少に転じ、特に14年はフィーチャーフォンが僅かながら7年ぶりの増加を見せた。これはフィーチャーフォンからスマートフォンへの移行が鈍化したことや、スマートフォン利用者の機能・性能に対する満足度が高まり買い替えの頻度が落ちたことなどが原因と見られる。
端末の開発をスマートフォンにシフトした国内メーカーだが、当時の世界シェアはAppleとサムスン電子の二強が半分を占め、残りのシェアを奪い合うこととなり、部品確保に苦戦していた。高い工作精度が必要な部品については日本メーカーの使用率がまだ高かったが、半導体チップは米クアルコムが独占していた。供給は、Appleとサムスン電子が優先されるため、周回遅れで市場参入した日本メーカーは販売台数を搾らざるを得ない状況となっていた。各キャリアも、人気のある端末をリリースすることが事業戦略にかかわるため、以前の様に国内メーカーと密な関係を続けられず、人気の高い海外製スマートフォンを主力商品とすることになった。
ソニーは、LTE網が実用的な範囲にまで広まっていったところで、ソニーがそれまでキャリア側（NTT docomo）に渡していた「Xperia」の商標を自社ブランドとして共通化（それまでauはキャリア独自の別商標か「サイバーショットケータイ」、もしくは商標なし、ソフトバンクモバイルは未参入）すると、2014年に国内市場ではOSが同じサムスン電子から一気にシェアを奪ってAppleに次ぐ国内2位に浮上した。これは海外でも当然になった携帯電話搭載デジタルスチルカメラや、顔認証・指紋認証に必要なイメージセンサにおいてソニーが世界市場でリードしていることが背景に上げられる。
2015年、オプテージが日本初の格安仮想移動体通信事業者（MVNO）「mineo」のサービスを開始すると、それまで日本ではキャリアが回線と移動体通信端末を一括にして提供するものであったものが、端末の自由化、所謂SIMフリーの時代に入る。この流れを受けて、それまでキャリア各社を通して端末を販売していたメーカーのうち、ソニー、シャープ、富士通、京セラが続々とSIMフリー・メーカーブランド端末を発売。各社独自性を強く出そうとした。

しかしながら、LTE時代を経て、周回遅れで苦戦していた国産スマートフォンは、多くのメーカーが撤退した。2010年代末までに純国内メーカーはソニーと、ニッチ市場の京セラ（カシオ「G'zOne」の精神的後継機「TORQUE」）、FCNT（富士通の事業を継承、高齢者向け「らくらくホン」）まで減り、いずれも世界的なシェアでは下位である。そして国内市場ですらAppleが過半数のシェアを確保した。またスマートフォンの普及に連動して、スマートフォンの多機能性により従来日本メーカーが得意とした黒物家電の分野が食われ、ますます苦戦に陥った。

### 5G時代の状況
2020年春に携帯各社が5Gサービスを開始した。当初は各社が大々的に5Gのプロモーションを行う予定だったが、新型コロナウィルス感染拡大の影響でイベントの縮小を余儀なくされた。
2023年5月にはバルミューダと京セラは撤退や事業縮小を余儀なくされる。また、FCNTは民事再生手続きを行い、その後レノボによって買収された。
グーグルは、一時はMNOにおけるスマートフォンの販路がソフトバンクのみとなっていた状況からau、ドコモへと販路を拡大。2023年には月別の国内シェアにて2位となったことが報じられている。

### 菅義偉政権による通信料値下げ要請
総務省の2019年度資料によると、以前は各国シェア1位事業者の通信料（データ容量20GB/月）は、以下の通りであった。東京が突出して高額であった。
| 東京           | 8175円 |  |
| NY             | 7990円 |  |
| ソウル         | 6004円 |  |
| デュセルドルフ | 4179円 |  |
| パリ           | 3768円 |  |
| ロンドン       | 2700円 |  |

2020年9月16日に総理大臣に就任した菅義偉は、携帯料金の値下げについて意欲を示し、「1割程度(の値下げ）では改革にならない。」と発言。2020年12月3日にはドコモより新料金プランのahamoが発表され、その後もソフトバンクからLINEMO(当時は「SoftBank on LINE」として発表）、KDDIよりpovoが登場した。

### ビジネスモデルの問題点
2年縛り、実質0円、高額な料金システム、独自規制をかけた仕様など、日本の通信キャリアに共通する問題点は、日本における携帯電話#ビジネスモデルにおける問題点を参照。

## 未成年への利用制限

### 学校での使用
日本では文部科学省が2009年に出した通達に基づき、小中学校への携帯電話持ち込みを原則禁止としてきたが、2020年8月に中学生による携帯電話やスマートフォンの学校への持ち込みを容認。
スマートフォンの利用に伴って、インターネット依存症、いじめ、見知らぬ者との出会い、生活の乱れの要因ともなりやすいため、各地域によって未成年への利用制限が進められている。2014年4月には、愛知県刈谷市の全21校の小中学校で21時以降は利用禁止にする呼びかけを行った。2014年8月には福岡県春日市でも同様で、22時以降は禁止となった。

### フィルタリングサービス
インターネット接続サービスの使用者が18歳未満の場合、携帯事業者は「青少年が安全に安心してインターネットを利用できる環境の整備等に関する法律（平成二十年法律第七十九号）」によってフィルタリングサービスを提供する必要がある。個人の判断でフィルタリングサービスを使用しない場合、保護者が不使用を申し出るよう定められている。大手携帯事業者が案内しているサービスは以下の通りとなる。
ドコモ
- スマートフォン - あんしんフィルターfor docomo / あんしんウェブフィルター
- iPhone  - あんしんフィルターfor docomo / スクリーンタイム / あんしんウェブフィルター
- Pixel - Googleファミリーリンク

KDDI
- iOS - あんしんフィルター for au / スクリーンタイム
- Android - あんしんフィルター for au (PixelやGalaxy Z Fold3などは非対応) / Googleファミリーリンク

ソフトバンク
- スマートフォン - あんしんフィルター
- iPhone - スクリーンタイム / あんしんフィルター
- Pixel - Googleファミリーリンク

Y!モバイル
- iPhone、スマートフォン(PixelやNexusなどを除く) - あんしんフィルター
- iOS - スクリーンタイム
- Android - Googleファミリーリンク

### 香川県の条例による規制
香川県では、2020年4月1日よりインターネットやゲームに関する条例が施行し、各種メディアなどが取り上げ話題となった。18歳未満を対象とし、平日のゲーム利用時間を60分までとすることや、中学生以下のスマートフォン利用可能時刻は21時まで等といったルールを家庭で設けることを施している。その後、県の条例を違憲として当時高校生の男性とその親が訴訟を起こしたが、裁判長は2022年8月に条例を「合憲」として却下した。

### 未成年向け端末
未成年が利用するに当たっての問題をカバーするために、未成年が利用することを前提としたスマートフォンも過去には多く発売されていた。代表的なものは、ドコモがスマートフォン for ジュニアとして提供するSH-03FとSH-05E。ポラロイドによって開発されたポラスマ。玩具メーカーのメガハウスによって開発されたフェアリシアなどがある。

## アプリケーション
Android、iOS、HarmonyOSなどは、ソフトウェア開発キット (SDK) が公開されており、開発者が自由にアプリケーションソフトウェア（アプリ）を開発・配布できるようになっている。
AndroidやHarmonyOS、過去のWindows Mobile（6.5以前）ではアプリケーションストア以外のアプリもインストール可能だが、アプリの配布を効率的に行うため、AndroidのGoogle PlayやHarmonyOSのHuawei AppGalleryようにOS提供元が中心となったアプリ公開用プラットフォームが存在する。
iOSの場合は開発者がApple Developer Connectionに加入する必要があるうえ、アプリの公開時にはAppleの審査を受ける必要があり、その審査に通らないアプリは公開できない。jailbreakによって非認可のアプリが導入可能になるが、それを行った場合は保証対象外となる。Windows Phone 7においても、ソフトウェアのインストール元はWindows Phone Marketplaceのみに制限されており、開発者はWindows Phone Marketplaceへの登録と審査を経る必要がある。

## 周辺機器
マイクロホン端子、USB端子、Bluetooth、NFC（近距離無線通信）などにより、スマートフォンと連携できるハードウェアが販売されている。
- 撮影・録音
  - 自撮り棒
  - カメラレンズ/レンズフィルタ
    - マクロレンズ
    - 広角レンズ
    - 魚眼レンズ
    - 望遠レンズ
    - PLフィルター
    - NDフィルター

  - レンズ型カメラ
  - 顕微鏡 (Leye、Nurugo Micro、μHandy[153]など)
  - フラッシュライト
  - ガンマイク（AT9913iSなど）
  - ステレオマイク入力対応のスマートフォン向け
    - ステレオマイク（Xperia Z2以降用のSTM10など）
    - バイノーラルマイク（Xperia Z2以降用のMDR-NC31EM[154]やMDR-NC750など）
- 演奏
  - MIDIアダプタ[155]
- 再生
  - 外部ディスプレイ
  - 外部スピーカー
    - サブウーファー（HTC BoomBassなど）

  - ヘッドフォン
- 健康管理・医療
  - パルスオキシメータ[156]
  - 自動血圧計[157]
  - デジタル聴診器
  - 体温計（MC-652LCなど）
  - ピークフローメーター[158]
  - 超音波プローブ（MobiUS[159]、Butterfly iQ[160]など）
  - 分光器
    - 近赤外線分光分析装置（SCiO[161]など）
- 決済
  - クレジットカードリーダー（Squareリーダー、PayPal Hereなど）
  - バーコードリーダー
  - レシートプリンター（TM-P60IIなど）
- スポーツ
  - テニスセンサー（SSE-TN1など）
  - ゴルフセンサー（MT500GIIなど）
- 環境計測
  - 温度計/湿度計（Netatmo Weather Stationなど）
  - 空気質計/CO2濃度計（Netatmo Weather Stationなど）
  - 騒音計（Netatmo Weather Stationなど）
  - 雨量計（Netatmo Weather Stationの雨量計モジュールなど）
  - 風向風速計（Netatmo Weather Stationの風速計モジュールなど）
- その他
  - 非接触温度計（Wishbone[162]など）
    - サーマルカメラ（FLIR ONE、Seek Thermalなど）

  - ガイガーカウンター
  - VRヘッドセット（Gear VR、Google Cardboard、ハコスコなど）
  - レーザー測定器（iPinなど）
  - スマートリング
  - スマートウォッチ

## 人体への影響
スマホ症候群
スマートフォンの普及で「ストレートネック」にともなう症状（首の痛みや肩こり、ひどい場合は、めまいや吐き気）を訴える女性が増えている。正常な首の骨は、重い頭を支えるために、前方向きに彎曲しているが、「ストレートネック」は、姿勢の崩れや慢性的な疲労により、カーブは失われ、まっすぐになってしまう。斜視等。
テキスト・サム損傷
スマートフォンの持ち方によっては指が変形し、筋肉が癒着して指が曲がらなくなったり痛みなどの症状を引き起こす場合がある。この症例を、日本国外ではテキスト・サム損傷と呼ばれている。この症例に最も多いとされている持ち方は、小指で本体の下部を支える持ち方である。これは小指に重量負担が集中して、その部位だけ変形を引き起こすものと考えられている。
スマホ老眼
長時間使用によって、フォーカス調整の働きをもつ水晶体を動かす筋肉が固くなり、遠距離の視力が落ちることがある。慢性的になると老眼の原因となる。
スマホ首
整体師である鄭信義が名付けた言葉。首の前側にある胸鎖乳突筋が前方に引っ張られて過緊張を起こすと、首のこりや頭痛、めまいなどさまざまな不調が引き起こされる。うつむいた姿勢でスマートフォンを使用し続けて、首が前に出てしまう人の状態のこと。
睡眠への影響

睡眠への影響は、本体から発する光による物理的なものと、コンテンツによって興奮状態になる精神的なものがある。光の場合、スマートフォンを含めて多くのディスプレイからは、ブルーライトと呼ばれる可視光線がでている。このブルーライトを長時間浴びると体内のメラトニンが抑制され、覚醒状態になりやすくなって睡眠に悪影響を及ぼす可能性がある。特にスマートフォンは、他の機器と比較してブルーライトの量が多い傾向にある。なおこれらによる症状が慢性的になって重症化すると、うつ病や不安障害、愛着障害などの精神疾患を引き起こす引き金になる場合がある。ブルーライトカット機能や専用メガネを用いることによって、ある程度軽減できる。
もうひとつ精神的なものとは、コンテンツによる影響である。例えば激しい音楽を聞いたり、動きの激しいゲームをプレイすることによって自律神経のバランスが乱れ、睡眠障害が起こりやすくなる。他にも夜中にSNSやメールなどの通知音が気になり眠れなくなる場合もある。対策としては、睡眠前にスマートフォンを触らないようにし、通知をオフにすることである。
子供への影響
0歳から2歳の間には脳が3倍程の大きさに成長するため、この時期にスマートフォンを使用させることによる影響が大きいという懸念がある。スマートフォンによる脳への過剰な刺激によって、注意欠陥、認知の遅れ、学習障害などを引き起こす恐れがある。
また小・中・高校生が使用する場合でも、およそ3割が生活に影響が出ている傾向もある。主に、一度触りだすとゲームやインターネットに夢中になるなどして、勉強意欲が湧かなくなったり充分な睡眠がとれなくなるなどの症状が増加している。